# 노르망디 상륙
노르망디 상륙(Normandy landings)은 제2차 세계 대전 중 연합군의 오버로드 작전의 일환으로써, 1944년 6월 6일 D데이에 실시된 상륙 작전이다. 또한 이 작전의 암호명은 해왕성 작전(Operation Neptune)이다. 노르망디 상륙은 역사상 가장 큰 규모의 상륙작전이었기 때문에 나치 독일이 점령하고 있던 북서 유럽 해방의 시발점이 되었으며, 서부 전선에서 연합군의 승리에 크게 기여한 전투가 되었다.
작전 계획은 1943년부터 시작되었다. 작전 실행 전까지 몇 개월에 걸쳐 연합군은 독일군이 상륙 일자와 주요 상륙 지점을 잘못 알게 하기 위한 대규모의 기만작전을 시행했다. D데이 당일의 날씨는 결코 이상적이지 못했으나 그대로 강행되었다. 작전 입안 당시 달의 위상, 조수, 낮의 길이 등을 고려하여 선정한 조건에 맞는 날짜는 한 달에 불과 며칠 밖에 되지 않았기 때문에, 작전을 연기한다면 최소 2주 이상의 손실이 발생할 상황이었기 때문이다. 아돌프 히틀러는 에르빈 롬멜 원수에게 독일군의 지휘를 맡기고 연합군의 침공을 대비하기 위해 대서양 방벽을 따라 해안선 요새화를 진행하도록 지시했다.
수륙양용작전이 진행되기 전에 대규모의 공중폭격, 함포 사격이 이루어졌고, 자정 직후 미군, 영국군, 캐나다군 공수부대 24,000 여명이 강습투하되었다. 연합군의 보병사단 및 기갑사단은 오전 06시 30분 프랑스 해안에 상륙을 개시했다. 길이 80 킬로미터(50 마일)의 노르망디 해안은 5개 구역(유타, 오마하, 골드, 주노, 소드)으로 나뉘어 있었다. 강풍으로 인해 일부 상륙선이 의도한 장소에서 동쪽으로 밀려났는데, 특히 유타와 오마하에서 그 정도가 심했다. 해변을 내려다보는 독일군 총좌에서 총화가 쏟아졌고, 해안은 지뢰를 비롯해 나무말뚝, 금속 삼각대, 유자철선 등의 장애물이 널려 있었다. 이러한 장애물 제거 임무는 매우 어렵고 위험했다. 사상자는 절벽이 높은 오하마에서 가장 심각했다. 골드, 주노, 소드에서는 요새화된 읍락이 시가전을 거치면서 정리되었고, 골드 해변의 주요 총좌 2개소가 특수 전차를 사용해 무력화되었다.
그러나 연합군은 하루만에 목표한 임무를 모두 달성하는 데 실패했다. 카랑탕, 생로, 바이외는 여전히 독일군의 손에 있었으며, 주요 목표였던 캉은 7월 21일에야 점령되었다. 상륙 첫 날 서로 연결된 해변은 주노와 골드 두 개소 뿐이었고, 다섯 개 상륙지점이 모두 연결된 것은 6월 12일이었다. 그래도 노르망디 상륙작전은 연합군이 유럽 대륙에 교두보를 마련할 수 있게 했으며, 이 교두보를 중심으로 이후 몇 개월에 거쳐 연합군 병력이 계속 증원되었다. D데이 당일 독일군 사상자는 1,000 여명이었다. 연합군 사상자는 최소 10,000 명 이상이며 그 중 사망이 확인된 사람은 4,414명이었다.

## 배경
서부전선 초기, 프랑스 북부해안에 고립되었던 영국 원정군(BEF)과 프랑스 육군은 1940년 5월 27일에서 6월 4일에 걸쳐 됭케르크에서 탈출한다.  독일 육군이 1941년 6월 소련을 침공하자 소련의 지도자 이오시프 스탈린은 서유럽에 제2전선을 구축하라는 압력을 행사하기 시작했다. 1942년 5월 말, 소련과 미국은 “…1942년 유럽에 제2전선을 형성하는 시급한 임무에 관해 완전한 합의에 도달”했다는 공동성명을 발표한다. 그러나 영국 수상 윈스턴 처칠이 미국 대통령 루스벨트를 설득하여 서유럽 침공 예정을 연기하도록 설득했다. 미국의 도움이 있더라도 연합군은 그러한 공격에 동원할 수 있는 충분한 병력을 당장 확보할 수 없다는 것이 이유였다.
하여 프랑스 탈환을 바로 시도하는 대신 연합군은 영국 육군이 이미 주둔하고 있던 지중해를 중심으로 공세를 시작했다. 1943년 중반 북아프리카에서 독일군을 몰아낸 연합군은 같은 해 7월 시칠리아를 침공하고, 9월에는 이탈리아 본토에 상륙한다. 그러는 동안 동부전선의 소련군은 스탈린그라드 전투에서 결정적 승리를 거두어 그동안의 수세를 공세로 전환하기 시작한다. 앞서 1943년 5월에 워싱턴에서 열린 트라이던트 회담에서 이듬해까지 영불해협을 건너 프랑스를 침공한다는 것이 결정되었다. 초기 계획 단계는 다소 삐걱거렸는데, 상륙주정의 상당수가 지중해 및 태평양 전쟁에서 사용되어 동원할 수 있는 상륙주정의 수가 매우 적었기 때문이다. 1943년 11월 테헤란 회담에서 루스벨트와 처칠은 스탈린에게 1944년 5월까지 제2장기전선을 개전할 것을 약속했다.

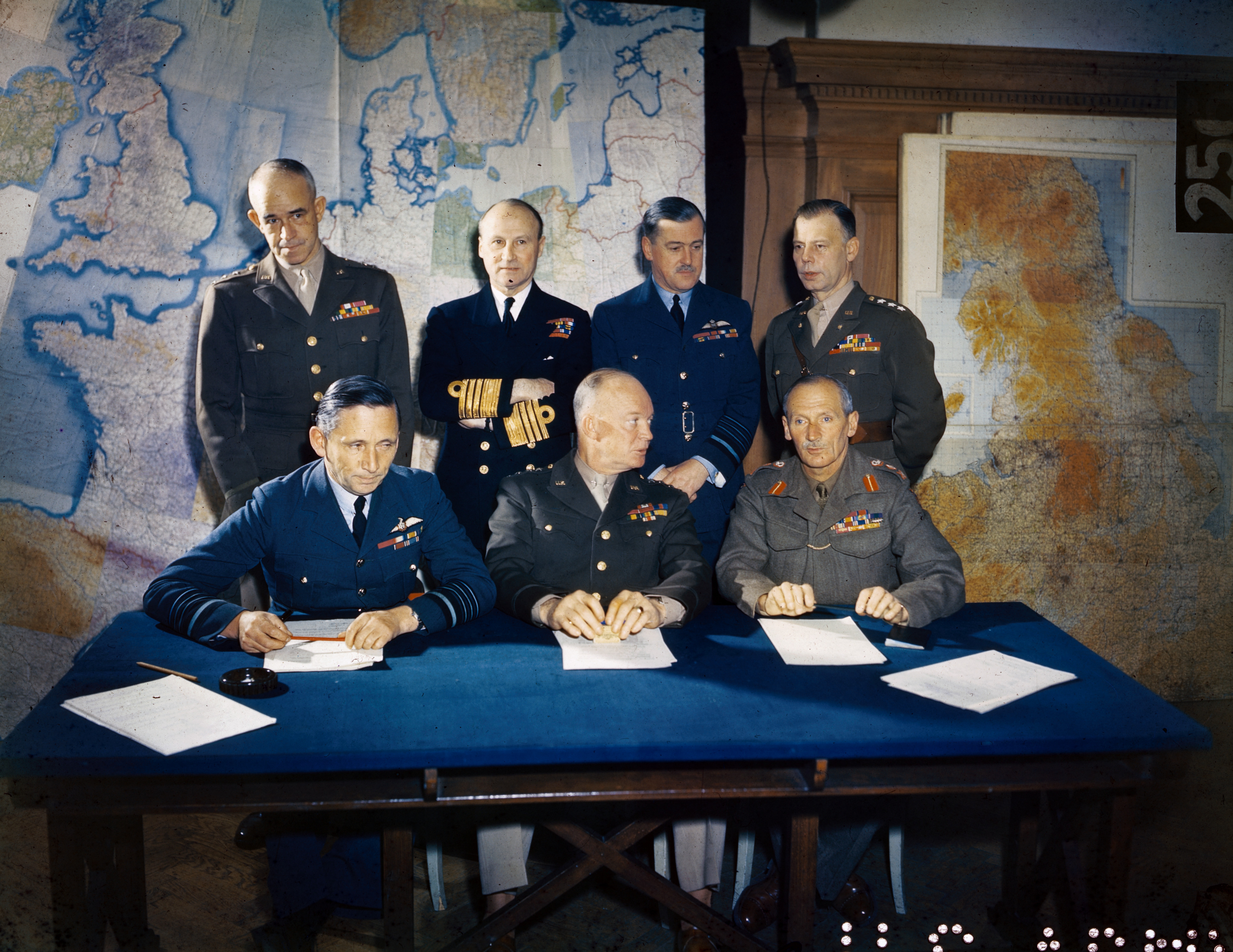
연합국 원정군 최고사령부(SHAEF)의 1944년 2월 1일 회의.
앞줄: 아서 테더 공군대장, 드와이트 D. 아이젠하워 육군대장, 버나드 로 몽고메리 육군대장.
뒷줄: 오마 브래들리 육군중장, 베트람 렘세이 제독, 트래퍼드 리맬러리 공군대장, 월터 벤델 스미스 육군중장.

상륙 후보지는 브르타뉴, 코탕탱, 노르망디, 파드칼레의 4개였다. 브르타뉴와 코탕탱은 반도였기 때문에 독일군이 좁은 지협을 잡고 연합군의 진격을 차단할 가능성이 제기되어 기각되었다. 파드칼레는 유럽 대륙과 영국 사이의 거리가 가장 가까운 지점이기 때문에 독일군은 이곳이 가장 가능성 높은 상륙지점이라고 예상하고 있었고, 매우 강력한 요새화가 이루어져 있었다. 그러나 파드칼레는 강과 운하가 주위에 널려 있었기에 상륙해도 팽창하기가 쉽지 않았다. 반면 노르망디의 광전면은 훨씬 서쪽 브르타뉴의 셰르부르 항만으로 인한 위협을 동시에 제거할 수 있었고, 파리로의 육상공격 및 이후 이어질 독일 진격에도 유리했다. 하여 노르망디가 상륙지점으로 낙찰되었다. 노르망디 해안의 가장 심각한 약점은 상륙할 항만시설의 부재였는데, 인공적인 가설항만(멀버리 항)을 개발하여 이 점은 해결되었다. 또 노르망디의 가파른 해안과 같은 환경을 극복하고 해변 위에서 근접지원을 할 수 있도록 퍼니 전차라는 특수 전차들이 개발되었다.
연합군은 1944년 5월 1일 노르망디 침공을 개시하기로 계획했다. 1943년 8월 퀘벡 회담에서 계획서 초안이 받아들여졌고, 미국 육군대장 드와이트 D. 아이젠하워가 연합국 원정군 최고사령부(SHAEF) 사령관으로 임명되었다. 영국 육군대장 버나드 로 몽고메리는 제21군집단 사령관으로 임명되어 작전에 동원되는 모든 지상군을 통괄하도록 했다. 1943년 12월 31일, 아이젠하워와 몽고메리는 3개 사단을 동원하고 2개 사단이 보조하는 수륙양용작전 계획서를 처음 받아보았다. 두 장군은 보다 넓은 전선에서 작전을 수행하고 셰르부르 항만 점령을 서두르기 위해서 최초 상륙 병력 규모가 5개 사단은 되어야 하며, 3개 사단을 공수로 강습시켜야 한다고 주장했다. 확장된 규모에 맞게 추가 장비를 마련하거나 새로 생산하기 위해 작전은 6월까지 연기되었다. 최종적으로 미군 22개 사단, 영국군 12개 사단, 캐나다군 3개 사단, 폴란드군 1개 사단, 프랑스군 1개 사단 등 연합군 39개 사단 1백만 명 이상의 병력이 노르망디에 투입되기로 결정되었고, 영국군이 종합적 지휘를 맡게 되었다.

## 기만 작전

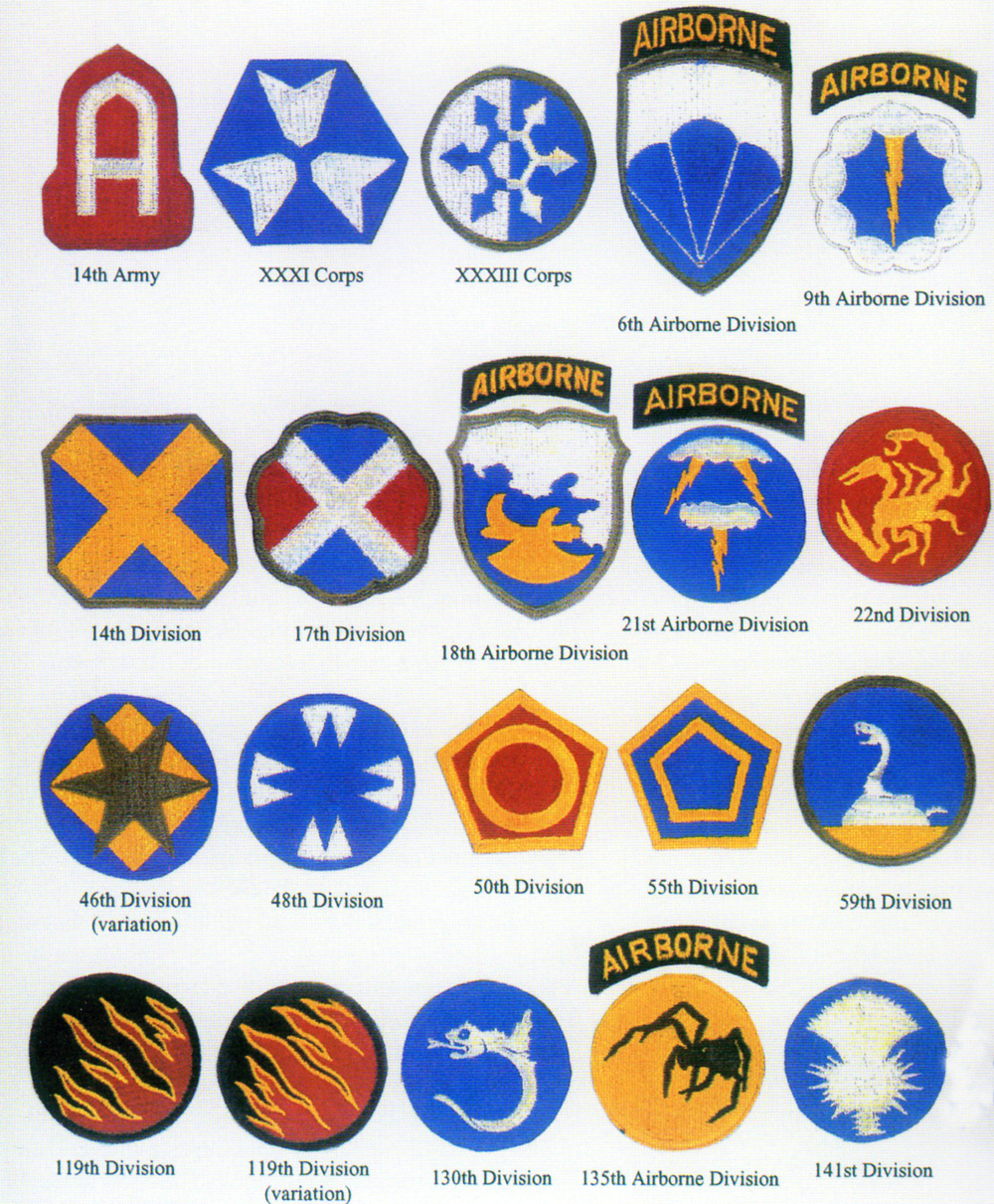
패튼 장군의 지휘 하에 있던 거짓 제1군집단의 대원들을 위해 제작된 어깨 패치이다.

보디가드 작전의 전반적인 지원 하에 연합군은 자신들의 침공 지역과 날짜 등을 독일군에게 발각시키지 않기 위해 계획된 부수적인 작전 몇몇을 수행했다. 포티튜드 작전은 북포티튜드 작전과 남포티튜드 작전을 포함한 작전으로 북포티튜드 작전은 거짓 라디오 수송 체계를 사용하는 오류 정보를 독일군에게 흘림으로써 연합군이 노르웨이에서 상륙 작전을 개시하는 것처럼 보이게 하는 것이었고, 남포티튜드 작전은 미 육군 중장 조지 S. 패튼 휘하의 허위 미국 제1군단을 켄트주와 서식스 주에 주둔한 것처럼 보이게 하는 것이었다. 남포티튜드 작전은 독일군이 주요 침공 계획이 칼레에서 시작되는 것처럼 믿게 하는 목적이 있었다. 제21군단으로부터 실제 라디오 메시지가 육상 통신선을 통해 켄트 주로 전달된 이후 보도 되었는데, 이는 연합군 병력이 그곳에 배치된 것과 같은 인상을 독일군에게 심어주기 위함이었다. 패튼은 그곳에 7월 6일까지 있었으며, 그로 인해 독일군은 연합군의 2차 공격이 칼레에서 벌어질 것이라고 계속 믿게 되었다.
많은 프랑스 해안의 독일군 레이다 시설은 상륙 준비를 위해 연합군 공군이 파괴해버렸다. 게다가 침공 하루 전날, SAS의 소규모 행동 부대가 모조 낙하산 부대원을 르아브르와 이지니에 배치했다. 이러한 모조품들은 독일군이 추가적인 공수 부대의 강하가 발생했다고 믿게 하는 데 기여했다. 같은 날 밤 택서블 작전에서 영국 공군 제617 비행대대가 윈도우라는 알루미늄 조각을 떨어뜨려 독일군 레이다가 르아브르 근처에 함선이 있다고 탐지하게 만들었다. 이러한 환상은 탄약 풍선을 끄는 작은 주정 부대로 인해 더욱 북돋아지게 되었다. 글리머 작전에서는 영국 공군의 제218 비행대대가 칼레의 볼로뉴 부근에서 이와 비슷한 기만 작전을 수행했다.

## 날씨
침공 계획자들은 달, 조류, 그리고 각 달마다 적합하다고 판단되는 몇 안되는 날을 의미하는 하루의 때 등의 구절을 고려한 상황을 결정한다. 보름달의 경우 항공기 조종사들에게 조명 역할을 해 줄 수 있었고, 가장 높은 조수를 가지고 있었기 때문에 이상적이었다. 연합군은 새벽 이전의 짧은 시간과 높은 조수와 낮은 조수의 중간 지점에 상륙하기를 원했다. 물론 조수는 들어오는 시간에 상륙하기를 원했다. 아곳운 해변의 장애물에 대한 시야를 향상시킬 수 있었고, 적에게의 노출 시간을 최소화할 수 있었다. 아이젠하워는 망설이며 공격 날짜를 6월 5일로 선정했다. 그러나 6월 4일 상황이 상륙에 명확하게 안 좋아졌는데, 강한 바람과 어려운 바다 조건이 상륙 주정을 진수시키는데 어려움을 겪게 만들었다. 또한 먹구름은 항공기가 목표를 찾는 것을 방해했다.
제임스 스태그 기상 담당 총서기가 6월 4일 아이젠하워를 만났다. 그와 그의 기상 팀은 날씨가 충분히 향상되는 때를 예측하고 6월 6일에 침공할 것을 주장했다. 다른 부하 사령관들과 충분한 논의를 거친 후, 아이젠하워는 6월 6일을 침공 날짜로 잡았다. 만약 아이젠하워가 침공을 연기했다면, 조수가 맞는 정확한 조합을 갖춘 날짜는 2주 후인 6월 18일과 6월 20일 사이였다. 그러나 그 시기에는 6월 19일부터 6월 22일까지 거친 폭풍우가 4일간 지속되었고 초기 상륙은 불가능하게 만들었다. 침공 연기는 해협을 건널 준비가 된 병력과 선박을 철수시키는 것과 상륙이 감지가 되는 것을 의미하기도 했다. 연합군의 대서양 통제는 독일 기상학자들이 다가오는 날씨 패턴을 연합군만큼 다양한 정보에 대한 접근권을 가지지 못했음을 의미한다. 루프트바페의 기상학자들은 2주 동안의 폭풍우를 예견하고 있었고 많은 독일군 사령관은 그들의 부대를 렌에 주둔시켰다. 육군 사령관 에르빈 롬멜은 독일로 돌아가 그녀의 아내의 생일을 챙겼고, 더 많은 전차들을 보유하기 위해 아돌프 히틀러를 만났다.

## 독일군의 전투 서열
나치 독일은 프랑스와 저지대 국가에 배치된 50개의 사단이 있었고, 덴마크와 노르웨이에 배치된 또 다른 18개의 사단이 있었다. 15개의 사단이 독일에서 대형 편제의 과정에 있었다. 전투 병력은 동부 전선에서 큰 손실을 입었는데, 이것은 독일군이 젊은이들을 군대에 차출시킬 만한 능력이 없어졌음을 의미했다. 독일군은 병사들의 평균 연령이 연합군 병사들의 평균 연령보다 6살 위였다. 노르망디 지역의 많은 병사들은 동방 부대에서 차출되었으며 중앙아시아, 러시아, 심지어는 몽골이나 일본에서 온 사람들로 편성되었다. 그들은 신뢰할 수 없는 노획한 무기와 부족한 장갑 수송 차량을 공급받았다. 또한 많은 독일군 부대는 사기가 저하된 상태였다.
독일 최고 사령부: 아돌프 히틀러
- 서부 최고 사령부: 육군 사령관 게르트 폰 룬트슈테트
  -     - 제5기갑군: 레오 가이어 폰 슈펜베르크

  - B 집단군: 육군 사령관 에르빈 롬멜
    - 제7군: 프리드리히 돌만 상급대장
      - 포병 사령관 에리히 마르크스 휘하의 LXXXIV 군단

### 제709보병사단 (코탕탱 반도)
유타 해변을 공격한 연합군이 상대한 코탕탱 반도에 위치한 독일군 부대는 다음과 같다.
- 제709보병사단: 중장 카를-빌헬름 폰 슐리벤이 이끌었으며 병력은 동방 부대에서 온 사람들이 대부분인 12,320명의 사람들로 구성되었다. 이들은 소련, 조지아, 그리고 폴란드에서 온 포로들로 구성된 경우가 많았다.[48]
  - 729 척탄병 연대[49]
  - 739 척탄병 연대[49]
  - 919 척탄병 연대[49]

### 제352보병사단 (그랜드캠프 구역)

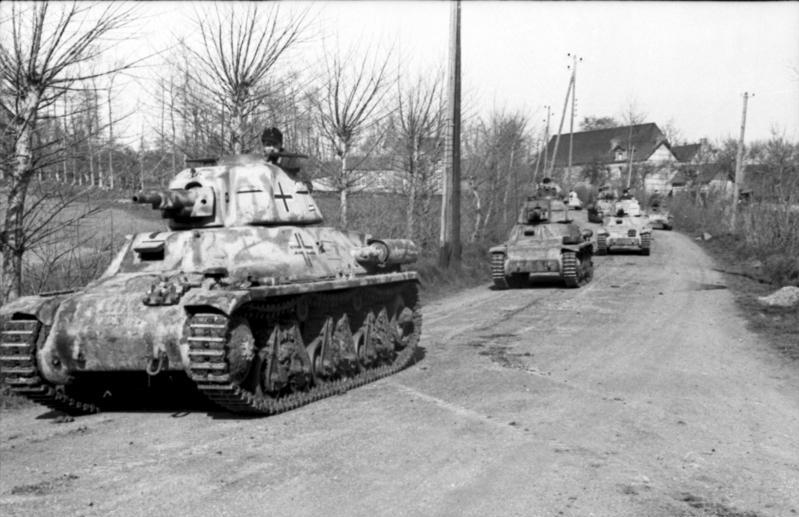
노획한 프랑스 전차를 사용하는 독일군

오마하 해변을 공격한 미군은 디트리히 크라이스 중장 휘하의 제352보병사단과 마주했다. 이들 독일군은 12,000명 정도였으며 3월 15일 롬멜에 의해 배치된 부대였다. 후에 2개의 추가적인 연대가 배치되었다.
- 제914척탄병여단[51]
- 제915척탄병여단 (예비대)[51]
- 제916척탄병여단[51]
- 제726보병여단(제716보병사단으로부터 옴)[51]
- 제352포병여단[51]

연합군이 골드와 주노 해변에서 제352보병사단의 부대와 교전했다.
- 제914척탄병여단[52]
- 제915척탄병여단[52]
- 제916척탄병여단[52]
- 제352포병여단[52]

### 제716보병사단 (캉 근처)
골드, 유노, 소드 해변을 공격한 연합군을 상대한 독일군 병력은 다음과 같다.
- 제716보병사단 빌헬름 리처 중장이 이끄는 이 사단은 7,000명 정도의 병력을 보유하고 있었으며 사기가 크게 저하되어 있었다.[53]
  - 제736보병연대[54]
  - 제1716포병연대[54]

### 제21기갑사단 (캉 남부)
- 제21기갑사단: 에드가 호이팅거 준장의 휘하에 있었으며 146대의 전차와 50대의 돌격포를 보유하고 있었다. 추가적인 보병과 포병의 지원도 있었다.[55]
  - 100 전차 연대[52]
  - 125기갑척탄병연대[52]
  - 192기갑척탄병연대[52]
  - 155기갑포병연대[52]

## 작전 계획

### 연합군의 공격 계획
오버로드는 대륙에서의 거대한 크기의 숙박시설을 설립하려는 의미에서 부여된 이름이다. 첫 국면에서 교두보 확보와 야심찬 침공은 해왕성 작전으로 명명되었다. 필요한 공군의 우위를 위해 연합군은 포인트블랭크 작전이라 명명된 독일 항공 생산시설, 연료 공급 시설, 비행장을 목표로 한 폭격 전역을 개시했다. 수송 계획으로 북부 프랑스를 단절하고 강화를 더욱 어렵게 하기 위해 통신 시설 및 도로-철도 연결망을 폭격했다. 이러한 공격들은 침공 지역의 정확한 위치를 드러내는 것을 피하기 위해 넓게 확산되었다. 정교한 군사 기만 작전도 독일군이 침공 시간과 위치를 결정하는 것을 어렵게 만들었다. 노르망디의 해안가는 크게 5개 구역, 작게는 17개의 구역으로 나뉘었다. 17개의 구역은 오마하 해변 서쪽부터 알파벳 순서로 붙여졌는데, 오마하 해변 서쪽은 에이블로, 그리고 소드 해변의 동쪽 측면은 로저로 붙였다. 추가적인 8개의 구역이 코탕탱 반도의 유타 해변을 포함함으로써 추가되었다. 구역은 초록 (그린), 빨강 (레드), 하양 (화이트)이라는 색깔에 따라 구분된 해변가로 세분화되었다.
상륙은 오른 강을 확보하기 위해 동부 측면인 캉 교외와 서쪽 측면인 카랑탕의 북쪽에 공수 부대를 투입하는 것으로부터 시작되었다. 초기 목표는 카랑탕, 이지니생메르, 바이외, 캉을 점령하는 것이었다. 미군은 유타와 오마하 해변에 상륙하는 것으로 배정되어 코탕탱 반도를 독일군으로부터 끊어놓고 셸부르 항구를 점령하는 것이 임무였다. 영국군은 소드 해변 및 골드 해변에, 캐나다 군은 주노 해변에 상륙해 캉과 최전선인 카몽-이벤을 점령한 후 미군의 측면을 보호하기 위해 캉 남동부로 진격하는 것이 임무였다. 또한 이들은 캉 교외에 비행장도 설치되었다. 캉과 그 주변을 확보하는 것은 영국-캐나다 연합군이 팔레즈로의 공세를 펼치는 데 적합한 임무였다. 병사들의 숙소를 확보하고 모든 영토를 아브랑슈-팔레즈 선 북쪽으로 모든 영토를 3주 이내에 확보하는 것이 중요했다. 연합군은 센 강 서쪽을 향해 이후 왼쪽 측면으로 진격하기로 했다. 몽고메리는 90일간의 전투를 구상하여 모든 병력이 센 강에 도달하는 것을 끝으로 계획했다. 침공 함대는 제독 베트람 렘세이 경이 이끌었으며 미군을 지원하는 서부 해군 태스크 포스와 영 연방 및 캐나다 군을 지원하는 동부 해군 태스크 포스로 나뉘었다. 미국 제1군은 오마 브래들리가 이끌었으며 7군단과 5군단으로 구성되어 있었다. 영국군 측은 마일스 뎀프시가 이끄는 영국 제2군이 골드 해변에 배정된 XXX 군단과 유노와 소드 해변에 배정된 I 군단으로 구성되어 있었다. 전반적인 상륙 부대는 버나드 몽고메리의 지휘 하에 있었으며, 공군 사령관은 트래퍼드 리맬러리 경이 맡았다. 캐나다 제1군은 폴란드 서부군, 네덜란드 자유군, 벨기에 자유군을 포함한 다국적 부대였으며 체코슬로바키아, 자유 프랑스, 노르웨이, 덴마크, 그리스 왕국 등도 해군이나 공군 부대에 참여했다.

## 대서양 방벽

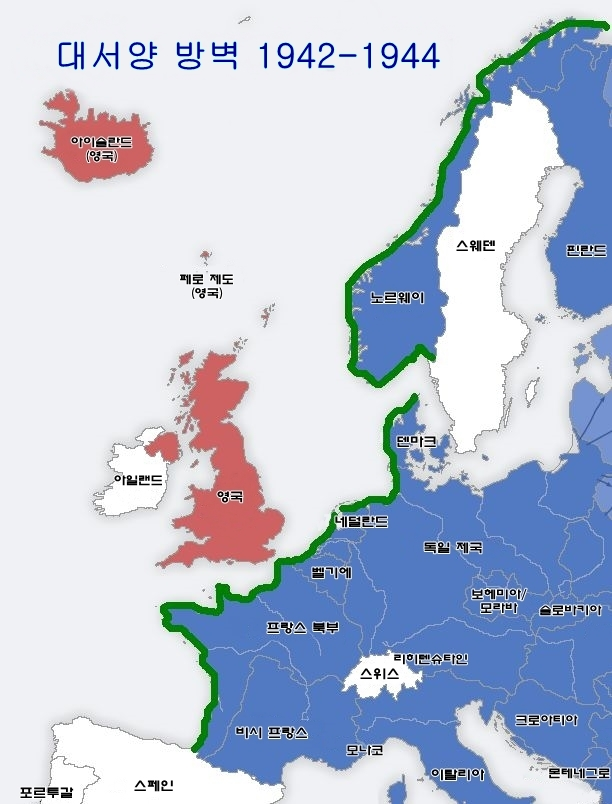
대서양 방벽의 지도, 초록색이 대서양 방벽이다.
독일 제3제국과 추축국
연합국
중립국

1942년 디에프 기습과 생나제르 공습 이후 히틀러는 스페인부터 노르웨이에 이르는 정복 지역의 대서양 해안가에 방비 시설을 건축하라고 명령했다. 그는 30만 명의 병력을 배치시킨 15,000개의 포대 시설을 예상했지만 콘크리트와 인력의 부족으로 대부분의 거점은 건설할 수 없게 되었다. 그것을 침공이 예상되는 지역에 건설되었고, 파 드 칼레가 강력한 방어 지역이 되었다. 노르망디 지역에서 가장 잘 요새화된 지역은 셀부르 항구와 생말로에 집중되어 있었다. 롬멜은 예상되는 침공 전선을 따라 방비의 건설을 감독하는 것에 배정되었으며 이것은 네덜란드에서 셀부르까지 이어졌고 재편성된 제7군과 제 15군, 네덜란드 방위군을 포함한 새로 편성된 B 집단군의 사령관직을 부여받았다. 이 집단을 위한 예비군에는 116판저 기갑사단과 21군단 등이 있었다.
롬멜은 노르망디 해안이 침공에 대한 가능한 상륙 지점이라고 믿고 있었기 때문에 그는 그 해안을 따라 광범위한 방어 시설의 건설을 명령했다. 상륙 주정의 접근을 지연시키고 전차의 이동을 방해하기 위해 그는 해안가를 따라 설치할 콘크리트 포탑뿐만 아니라 나무 말뚝과 금속 삼발이, 지뢰, 그리고 거대한 대전차 장애물을 설치하라 지시했다. 보병이 해안가에 노출되는 시간을 줄이기 위해 연합군이 높은 조수에 상륙하는 것을 예상하여, 그는 높은 조수 때에 배치될 많은 장애물들을 주문했다. 얽힌 철조망과 부비트랩, 그리고 육지 보호망의 제거는 보병의 접근을 위험하게 만들었다. 롬멜의 명령에 따라 해안가에 지뢰의 수가 3배로 증가했다. 연합군의 독일 폭격은 루프트바페를 사용 불가능하게 만들었으며 연합군이 서유럽에서 항공우위권을 가지게 하는데 기여했기 때문에 롬멜은 그가 효과적인 항공 지원을 받을 수 없음을 알고 있었다. 루프트바페는 815대의 항공기를 모집할 수 밖에 없었는데, 노르망디에 투입된 연합군 전투기 9,540여 대에 비하면 너무 적은 것이었다. 롬멜은 공수 부대 강하를 막기 위해 초지와 평야에 롬멜스파겔이라 알려진 부비트랩식 말뚝을 설치해 놓았다.

## 기갑 부대 준비
롬멜은 독일이 연합군을 막아낼 절호의 기회를 연합군이 해안가에 침공했을 때라고 믿었고, 이에 따라 기갑부대, 특히 전차가 해안가에 최대한 가까이 배치할 것을 요구했다. 룬트슈테트, 가이어, 그리고 다른 부하 사령관들은 이에 반대했다. 그들은 침공이 해안가에서 정지될 것이라 믿지 않았다. 가이어는 파리와 루앙 주위의 중심에 배치하는 밀집 대형이 낫다고 판단했으며, 연합군 주요 병력이 해안가에서 식별되었을 때 기갑 부대를 배치해야 한다고 주장했다. 그는 또한 이탈리아 전역의 예를 들며 기갑 부대가 해안가에 가까이 배치된다면 해군 포격에 의해 피해를 입을 것이라 지목했다. 롬멜의 주장은 연합군의 공중 우위에 의해 큰 규모의 전차의 이동은 침공이 진행 중이게 되면 불가능하다는 것이었다. 히틀러는 마침내 결정을 내려 3개의 판저 사단은 가이어의 지휘 하에 두고, 예비로 3개가 추가된 판저 사단을 롬멜의 작전 통제권 하에 두었다. 히틀러는 전략적 예비로 개인적으로 4개의 사단을 보유했고, 이 사단들은 그의 개인적인 명령 없이는 이동이 불가능했다.

## 연합군의 전투 서열

### 미국 구역

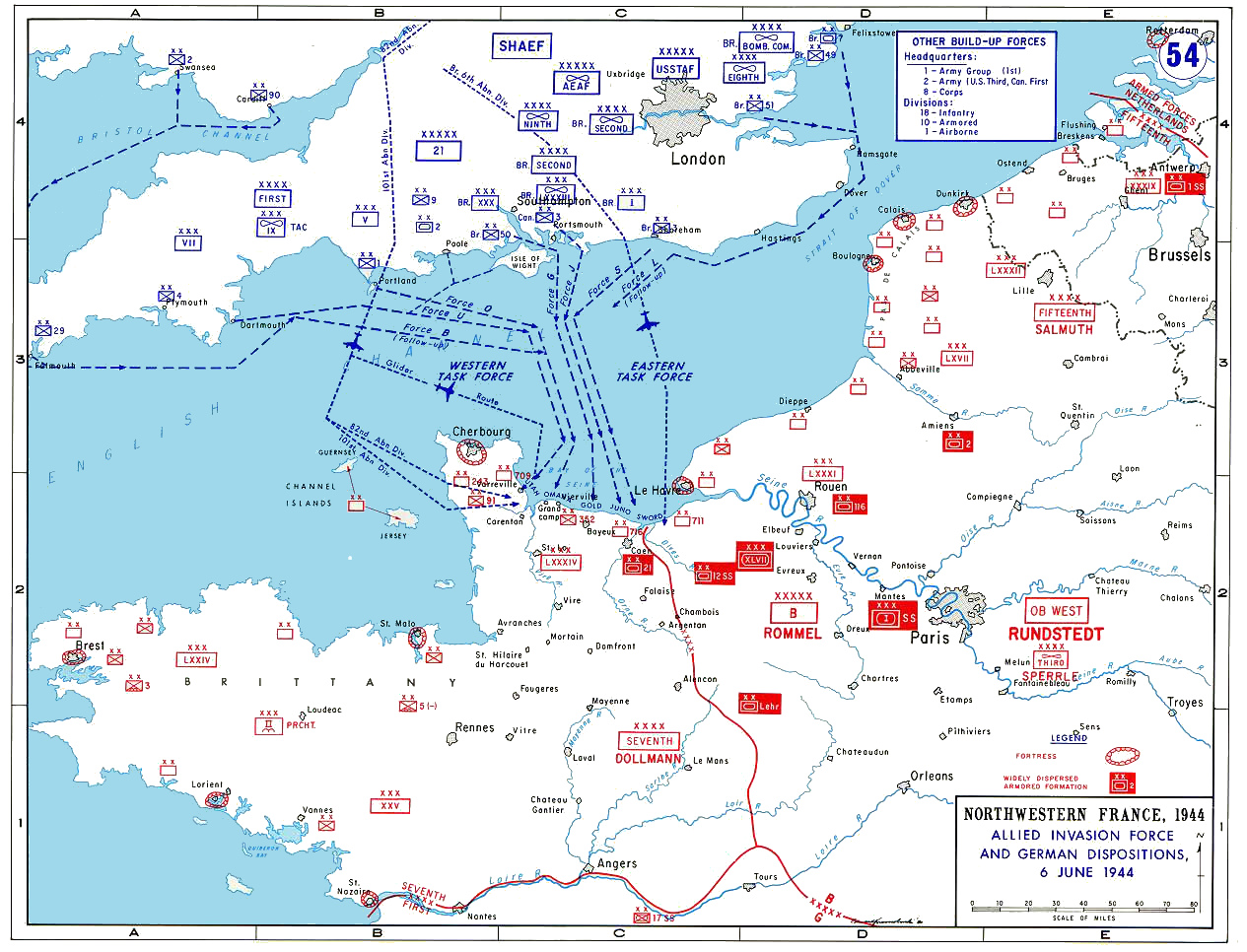
노르망디로의 D-Day 공격 루트

제1군의 사령관은 오마 브래들리 대장이었다. 제1군은 73,000명 정도의 병사들이 예하에 있었고, 이 중 15,600명은 공수사단이었다. 이 야심찬 작전은 미국 역사상 가장 큰 작전이었다.
유타 해변
- 제7(VII) 군단 - 군단장: 소장 조셉 콜린스[78]
  - 제4보병사단 - 사단장: 소장 레이먼드 O. 바턴[78]
  - 제82공수사단 - 사단장: 소장 매슈 리지웨이[78]
  - 제90보병사단 - 사단장: 준장 제이 W. 맥켈비[78]
  - 제101공수사단 - 사단장: 소장 맥스웰 테일러[78]

오마하 해변
- 제5(V) 군단 - 군단장: 소장 레너드 T. 게로, 병력 34,250명[79]
  - 제1보병사단 - 사단장: 소장 클레렌스 R. 휴브너[80]
  - 제29보병사단 - 사단장: 소장 찰스 H. 게바르트[80]

### 영국/캐나다 구역

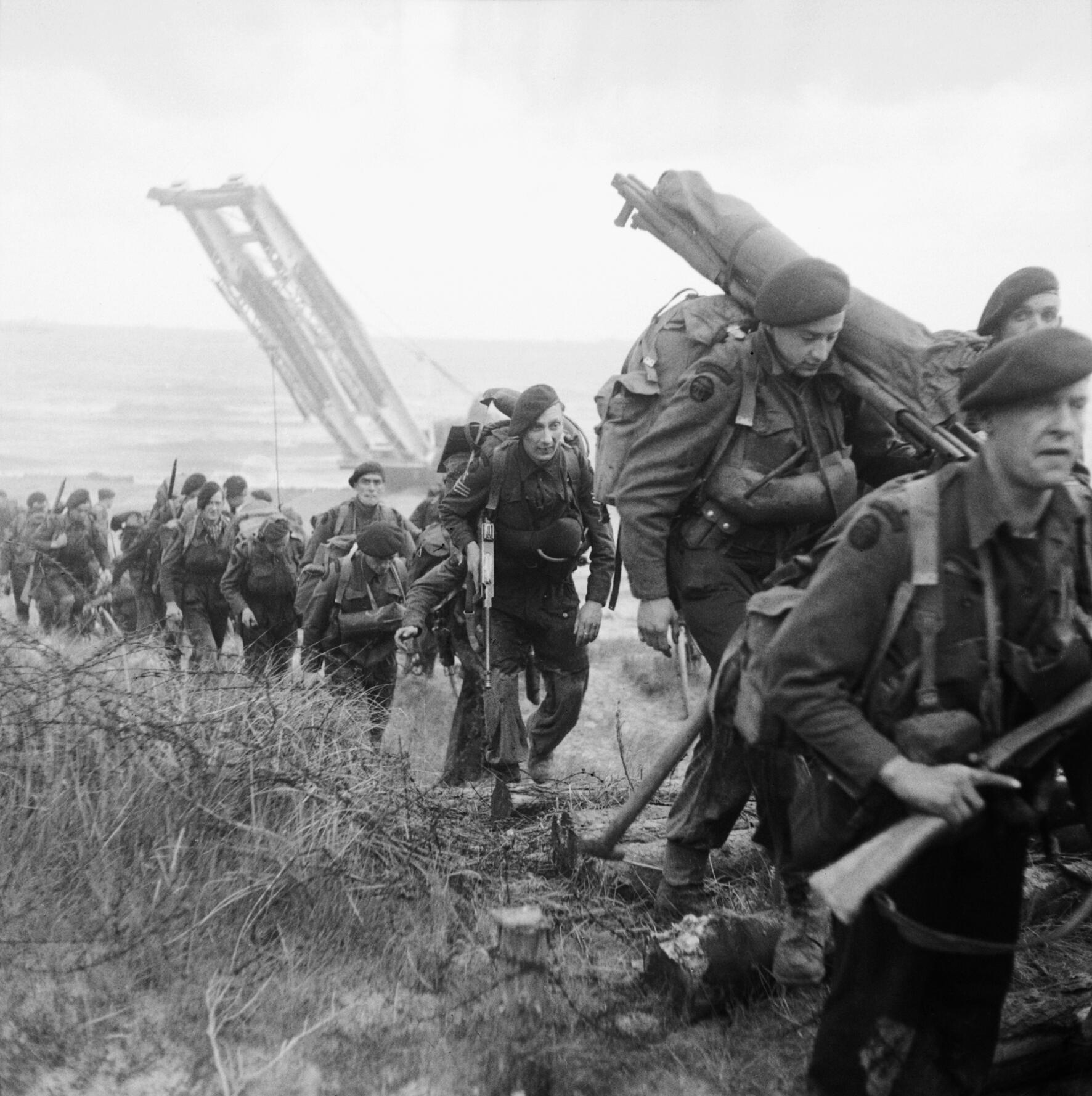
제3보병사단에 소속된 영국 해병대가 소드 해변에서 진격하고 있는 모습

제2군(영국과 캐나다) 사령관: 육군 중장 마일스 뎀프시
전반적으로 제2군은 83,115명을 휘하에 두고 있었으며 61,715명이 영국군이었다. 표면상 영국 항공 및 해군 지원 부대는 해외 항공 승무원으로 편성된 몇몇 왕립 공군 중대를 포함해 연합국의 많은 병사들이 참여한 부대였다. 예를 들면 오스트레일리아는 왕립 오스트레일리아 공군 중대, 9개의 아티클 XV 비행 중대, 그리고 영국 공군 부대 및 영국 해군 함선에 배치된 수백 명의 병사들을 포함했다. 영국 왕립 공군은 침공에 포함된 전투기의 3분의 2를 지원했다.. 이 외에도 그리스 왕국, 체코슬로바키아, 폴란드 서부군, 노르웨이, 덴마크, 베네룩스 등이 영 연방군으로 참전했다.
골드 해변
- 영국 제30(XXX) 군단 - 군단장: 중장 제라드 버크날[83]
  - 영국 제50보병사단 - 사단장: 소장 D.A.H. 그레헴[83]

주노 해변
- 영국 제1(I)군단 사령관: 중장 존 크로커[84]
  - 제3캐나다사단 사령관: 소장 로드 켈러[84]

소드 해변
- 영국 제1(I)군단 - 군단장: 중장 존 크로커[85]
  - 영국 제3기계화보병사단 - 사단장: 소장 톰 레니[85]
  - 영국 제6공수사단 - 사단장: 소장 R.N. 게일[85]

제79기갑사단의 몇몇 병력이 퍼시 호바트 중령이 사령관이다 제2군 구역인 모든 해변의 상륙을 지원하였던 특수장갑차를 제공했다.

## 프랑스 레지스탕스의 참여

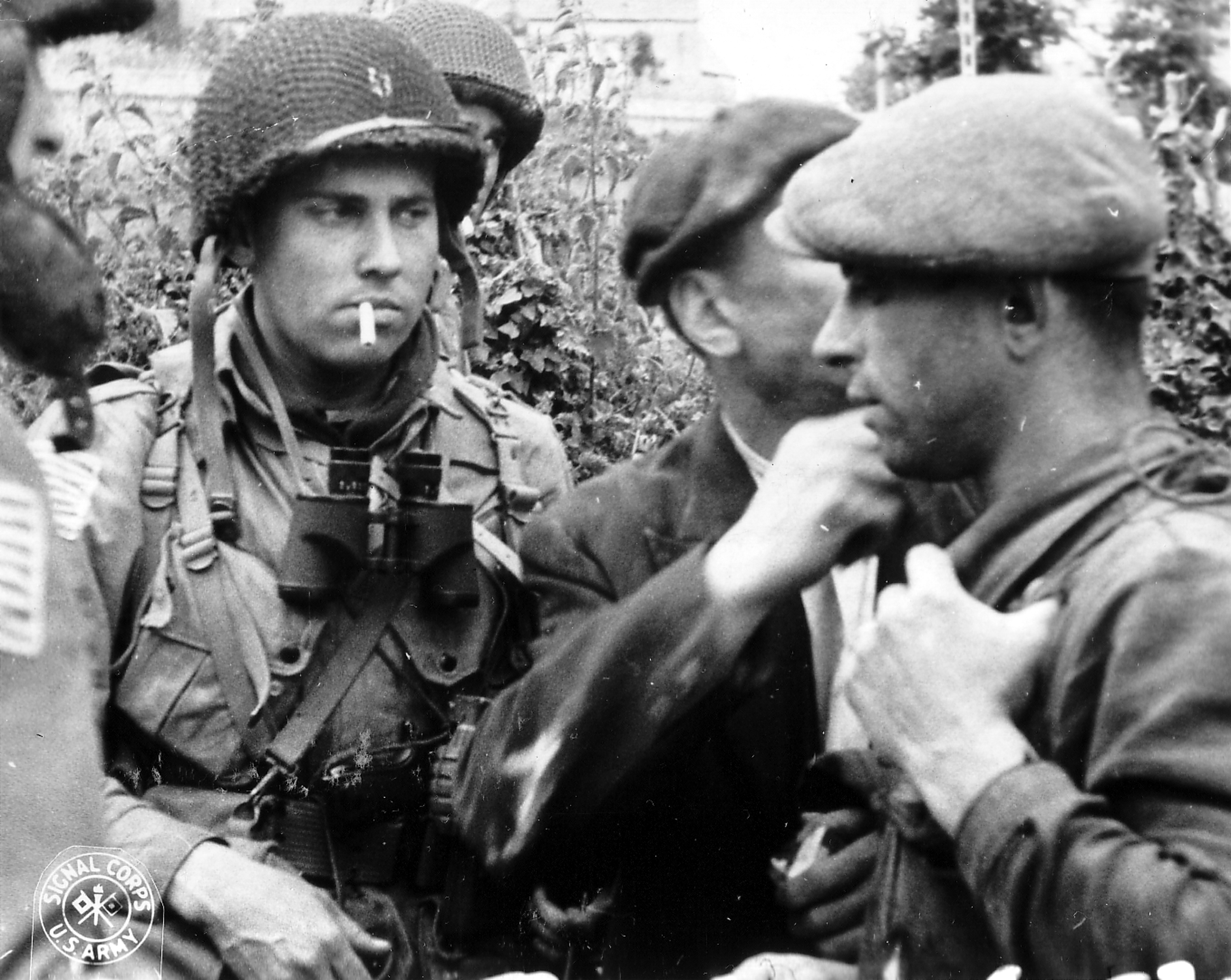
프랑스 레지스탕스 대원과 연합군 공수 부대원이 1944년 노르망디 상륙 작전에 대해 이야기하고 있다.

런던을 사령부로 한 프랑스 국내군을 통해 영국 특수 작전 실행부는 프랑스 레지스탕스 군대가 수행할 거대한 사보타주 전역을 편성했다. 연합군은 D-Day와 그 이후에 레지스탕스가 실행할 4가지 계획을 설립했는데 다음과 같다.
- 초목 작전은 철도 시설을 파괴하는 15일 간의 작전이었다.
- 블루(파랑) 작전은 독일군의 전기 시설을 파괴하는 것이었다.
- 거북이 작전은 노르망디에서 추축군 병력을 강화시키는 것을 방지하기 위한 지연 작전이다.
- 바이올렛 (보라) 작전은 지하 통신 시설을 절단하는 계획이다.[87]

레지스탕스들은 라디오 론드레스 (라디오 런던)으로부터 전달받은 개개의 메시지를 통해 이러한 임무를 수행하는 것을 알 수 있었다. 이러한 메시지는 시의 한 구절이나 문학의 인용문, 또는 아무런 의미 없는 문장으로 전달되었다. 스테가노그래피를 통해 몇몇 개의 메시지는 실제로 중요한 것임을 숨겼다. 상륙할 주가 다가오자, 메시지의 목록과 그것들의 의미가 레지스탕스 단체들에게 전달되었다. 6월 5일, 라디오 활동이 급증하자, 독일 지성인들은 침공이 시작되었거나 임박할 것이라고 정확하게 해석했다. 그러나 이전의 잘못된 경고와 오류였던 정보의 집중으로 인해, 대부분의 부대들은 그들의 경고를 무시했다. 1965년 CIAC(위기 반대 정보 분석 센터)의 보고서는 프랑스 레지스탕스들의 사보타주 효과의 결과에 대해 세부적으로 묘사했다. "남동쪽에서 52개의 기관차가 6월 6일 파괴되었으며, 철로는 500개 이상으로 조각났다. 노르망디는 6월 7일부터 고립되었다."

## 해군 활동

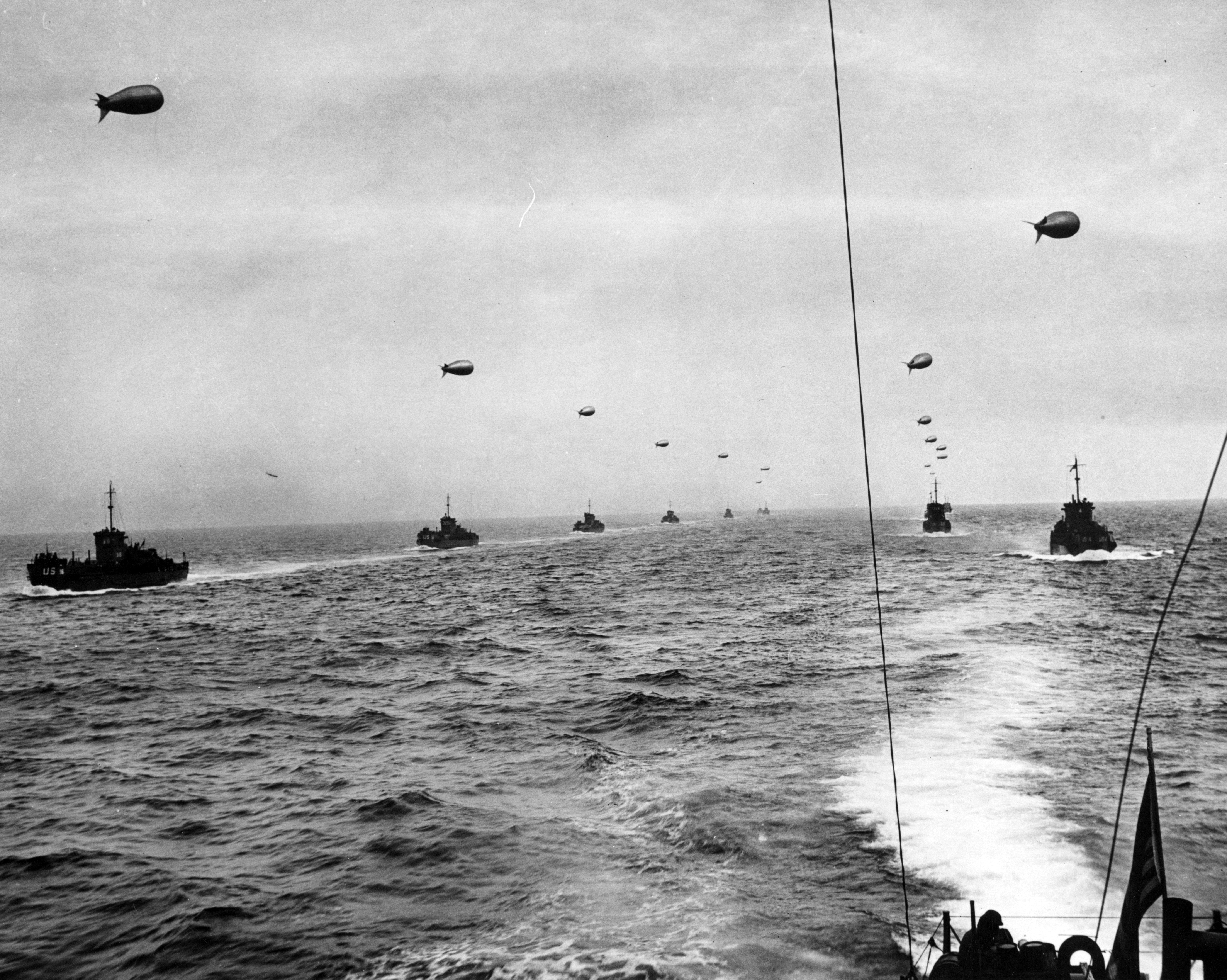
거대한 상륙 주정 수송선이 영국 해협을 1944년 6월 6일에 건너고 있다.

침공에 대한 해군 작전은 역사학자 코렐리 바르넷에 의해 '계획의 압도적인 완성품'이라고 묘사되고 있다. 전반적인 총괄은 됭게르크 철수 때 도버에서 기함기 사무관을 맡은 영국 제독 베트람 렘세이가 맡았다. 그는 또한 튀니지 전역의 해군 작전의 책임을 맡은 바 있으며 다음 해 허스키 작전에서 병력 수송을 위한 함대 절반을 맡기도 했다. 침공 함대는 6,939대의 함대로 구성된 8개의 다른 해군들로부터 진수되었다. 1,213대는 전함이었고, 4,126대는 다양한 종류의 상륙 주정이었으며, 736대가 보조 주정이었고, 864대가 상선이었다. 함대의 대부분은 영국과 캐나다에서 지원되었는데, 양국은 892대의 전함과 3,261대의 상륙 주정을 제공했다. 연합군의 195,700명의 해군 병사들이 참여했다. 침공 함대는 미군을 지원하는 서부 특수부대(앨런 G. 커크가 이끔)와 영국 및 캐나다군을 지원하는 동부 특수부대 (필리프 비앙 경이 이끔)로 나뉘었다. 연합군은 5대의 전투함, 20대의 순양함, 65대의 구축함, 그리고 2대의 감시선을 이용할 수 있었다. 당시 노르망디 상륙 때 그 지역에 있던 독일군 함선은 3대의 어뢰정과 29대의 고속정, 36대의 R 보트, 그리고 36대의 기뢰정과 순찰선이었다. 독일군은 또한 몇몇 U보트들도 사용 가능했으며, 모든 접근은 기뢰에 의해 차단되었다.

### 연합군 해군 손실
5시 10분경, 4대의 독일군 어뢰정이 동부 특수 부대 지역에 도달해 15대의 어뢰를 발사했는데, 노르웨이 구축함 HNoMS 스비너 (G03)이 격침되었고, HMS 워스파이트와 HMS 라밀리에는 어뢰에는 맞지 않았다. 이후 독일 함선은 후티하여 동쪽으로 도망쳤는데, 르아브르 항구의 긴 함대열을 영국 공군으로부터 방어하기 위해서였다.연합군은 USS 코리 (DD-43)와 USS PC-1261을 비롯한 순찰선을 기뢰로 잃었다. 또한, 많은 상륙 주정 또한 해안 접근 중 파괴되었다.

## 노르망디 폭격

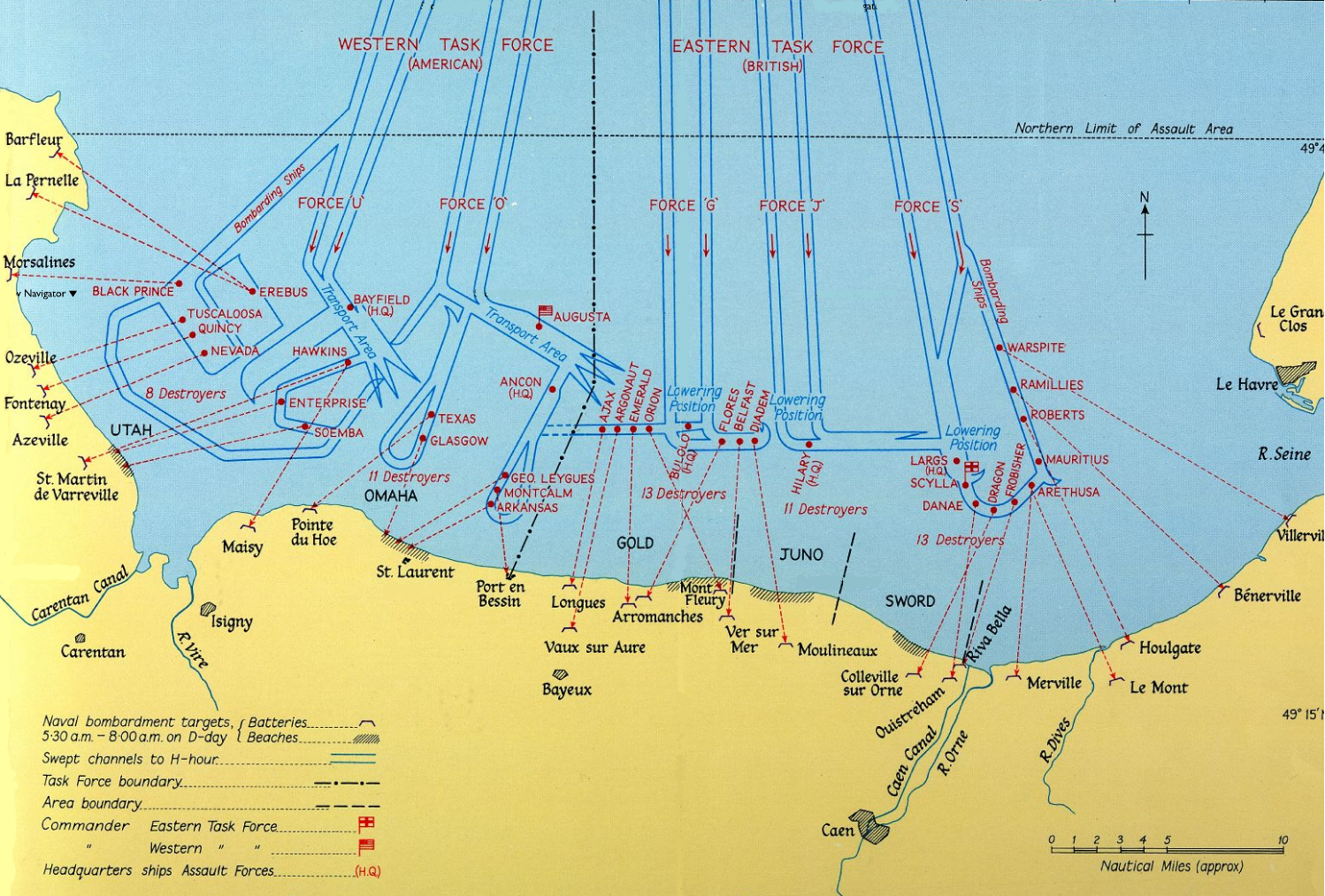
해변에서 보이는 침공 지역의 지도로, 기뢰 제거 지역, 포격에 참여하는 함선의 위치, 그리고 해안가의 목표물들을 보여주고 있다.

노르망디 폭격은 2,200대 이상의 미-영 연합군의 폭격기가 해안가와 깊은 내륙 지역의 목표를 자정부터 공격하면서 시작되었다. 해안가의 폭탄 공격은 오마하 해변에서는 비효율적이었는데, 그 이유는 먹구름이 지정된 목표를 찾기 어렵게 만들었기 때문이다. 연합군 병력에 대한 피해를 우려하여, 많은 폭격기들은 공격을 오랫동안 지연시켰고, 해안 방어물을 공격하는 데 실패했다. 독일군은 노르망디와 저지대 국가에 배치된 비행기가 연합군의 상륙 당시 570대였고, 964대가 독일에 또 있었다.
기뢰 제거 함선들은 자정 이후에 침공 함대를 위해 해협의 기뢰를 모두 제거했고, 적군과 교전하지 않은 채로 새벽에 이 작업을 끝냈다. 서부 특수 부대는 USS 아칸소 (BB-33), USS 네바다 (BB-36), USS 텍사스를 비롯한 8대의 순양함과 28대의 구축함, 그리고 1대의 감시선으로 구성되어 있었다. 동부 특수부대는 HMS 라밀리에, HMS 워스파이트와 감시선 HMS 로버트, 12대의 순양함, 37대의 구축함으로 이루어져 있었다. 노르망디 해안가에 대한 포격은 아직 어두울 때인 5시 45분부터 해안가의 목표물들이 보일 정도로 밝아진 5시 50분 이전까지 지속되었다. 6시 30분부터 오마하와 유타 해변에 연합군 병력이 상륙하기로 예정되어 있었기 때문에 이 지역은 공격 부대가 해안에 상륙하기 시작하기 전까지인 약 40분 정도만 포격을 가할 수 있었다. 몇몇 상륙 주정은 근접 지원 사격을 제공하기 위해 개조되었고, 자동으로 회전하는 DD 전차들이 엄호 사격을 지원하기 위해 상륙하였다. 그러나 보병이 도착하기 전까지 대부분의 전차들은 해안가에 도달하기 전에 좌초되어 보병보다 먼저 상륙할 수 없었고, 오마하 해변에서 이러한 문제는 더욱 두드러졌다.

## 연합군 상륙

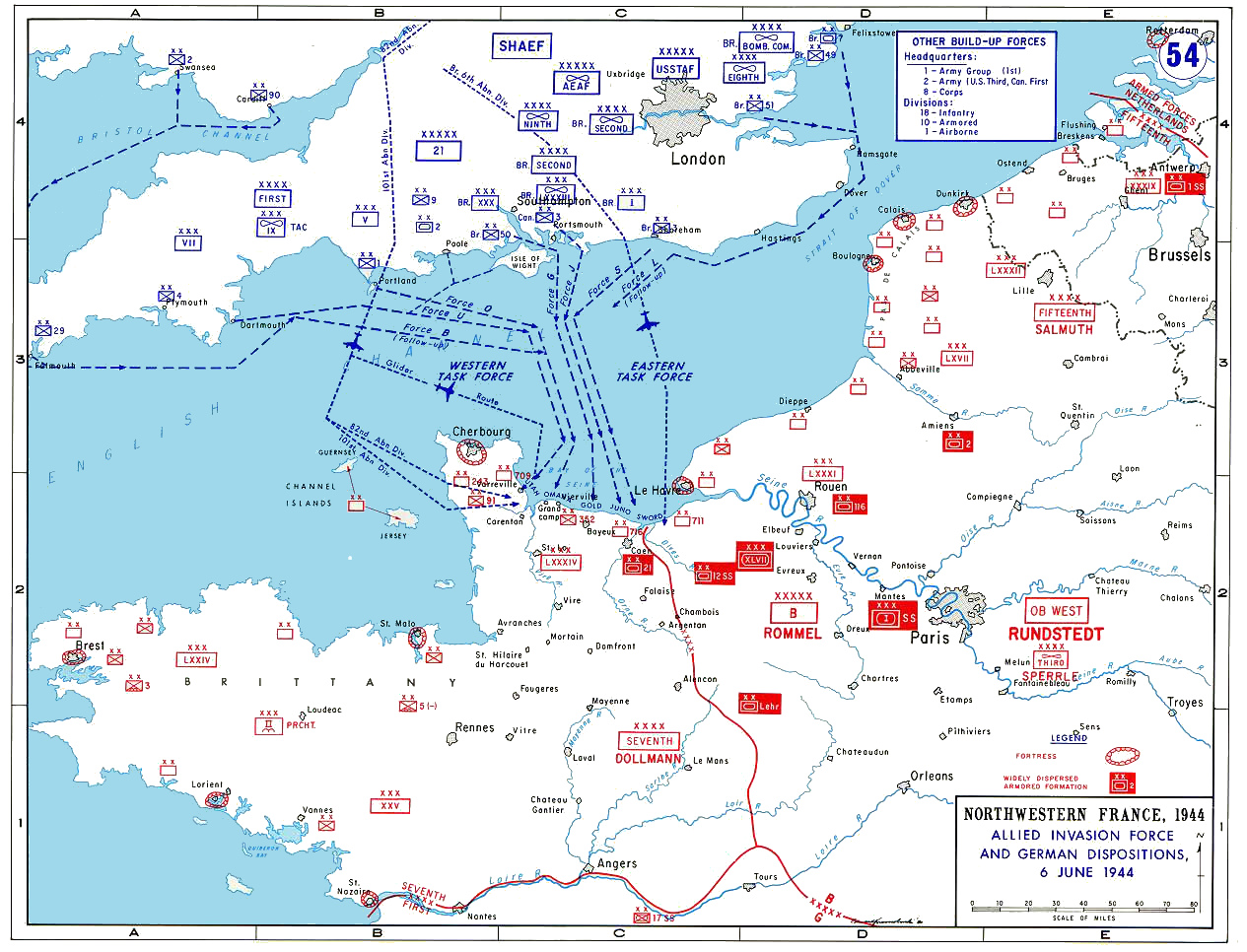
D-day 노르망디 급습 진로.

연합군의 육해공군 장병 여러분. 여러분은 바야흐로 위대한 십자군 원정에 나서고 있습니다. 자유를 사랑하는 사람들이 어디에 있던지 그들의 희망과 기도는 여러분과 함께 진군할 것입니다. 우리의 용맹한 연합군과 여러분의 전우들은 독일의 전쟁 기계를 무너뜨려야 하고 나치의 압제와 폭정으로부터 자유 세계를 지켜내야 합니다. 여러분의 임무는 결코 쉽지 않습니다. 여러분들의 적은 잘 훈련되어있고, 잘 무장되어있으며, 전투 경험으로 단련되어 있습니다. 그들은 치열하게 저항할 것입니다. 하지만 대세는 바뀌었습니다. 세계의 자유민들이 여러분과 함께 승리를 향해 행진하고 있습니다. 나는 여러분들의 용기, 임무에 대한 헌신성, 그리고 전투역량에 무한한 자신감을 가지고 있습니다. 행운을 빕니다. 이 위대하고 고귀한 사명을 수행함에 있어서 전지전능한 신의 축복이 여러분과 함께 하시기를 간절히 바라는 바입니다. 
 — 연합군 최고사령부 사령관 드와이트 아이젠하워가 1944년 6월 6일 노르망디 상륙 전에. 

### 공수 부대 침투
이 야심찬 상륙의 성공은 돌파를 가능하게 할 잘 지원된 병력의 증강을 허락하는 해안 상륙 거점을 확장시키는 것으로부터의 발판을 확보하는 것에 의존되어 있었다. 병력의 대다수는 해안 상륙 거점이 확보되기 전까지 강력한 적의 반격을 받는 것에 취약했다. 적이 조직적으로 반격을 가하는 것을 막거나 지연시키기 위해서는, 공수 부대가 다리, 교차로, 영토 표시 지점, 특히 상륙 지점의 왼쪽 및 오른쪽 측면을 확보할 필요가 있었다. 공수 부대의 가하는 해안가에서 조금 떨어져 있었는데, 이는 해안의 병력의 출구를 쉽게 확보하고, 몇몇 경우 독일 해안 방어 포대를 무력화하고 해안 상륙 거점을 더 빠르게 확장하기 위한 목적도 있었다.
미국 제82및 제101공수사단은 유타 해변의 목표 지점에 배정되었는데, 그들은 독일군에 의해 의도적으로 범람된 영역을 통해 몇몇 좁은 출구를 포획하고 통제하기를 원했다. 제91보병사단이 5월 중반에 도착했다는 연합군 지식인들의 보고는 예정된 투하지점을 동쪽과 남쪽으로 이동시켜야 했음을 의미했다. 영국군 제6공수사단은 동쪽 측면에서 캉 운하와 오른 강의 다리를 온전하게 점령하고, 디브스 강의 다리 5개와 소드 비치를 내려다보는 메빌레 포탑을 파괴하는 것이 그들의 임무였다. 영국 SAS 여단의 자유 프랑스 낙하산 부대원은 6월 5일부터 8월 달까지 딩손 작전, 샘웨스트 작전, 쿠니 작전으로 주요 목표를 부여받았다.
BBC 전시 대응팀의 로버트 바르는 그들의 항공기에 탈 준비를 하는 낙하산 부대원들의 모습을 묘사했다.
그들의 얼굴은 코코아처럼 까맸으며, 칼집에 덮여진 칼을 그들의 발목에 끈으로 묶어져 있었어요. 톰슨 기관단총이 그들의 허리에 묶여 있었고, 탄띠와 수류탄 묶인 줄과 손잡이용 정, 스페이드, 고무 보트가 그들 주변에 걸려 있었죠. 전투기에서 신문을 가져가는 젊은이처럼 몇몇 개인적인 물건들... 그들은 예전에 종종 했던 것처럼 준비된 방식은 쉽고 친근한 감정이었습니다. 글쎄요, 그래요, 그들은 장비를 갖추고 20,30, 40번 동안 했던 것처럼 탑승하기 위해 올라탔지만, 그들은 이렇게까지 해본 적은 전에도 없었죠. 이것은 각각 개인마다 첫번째 전투 강하였습니다.

#### 미국 공수 부대의 강하

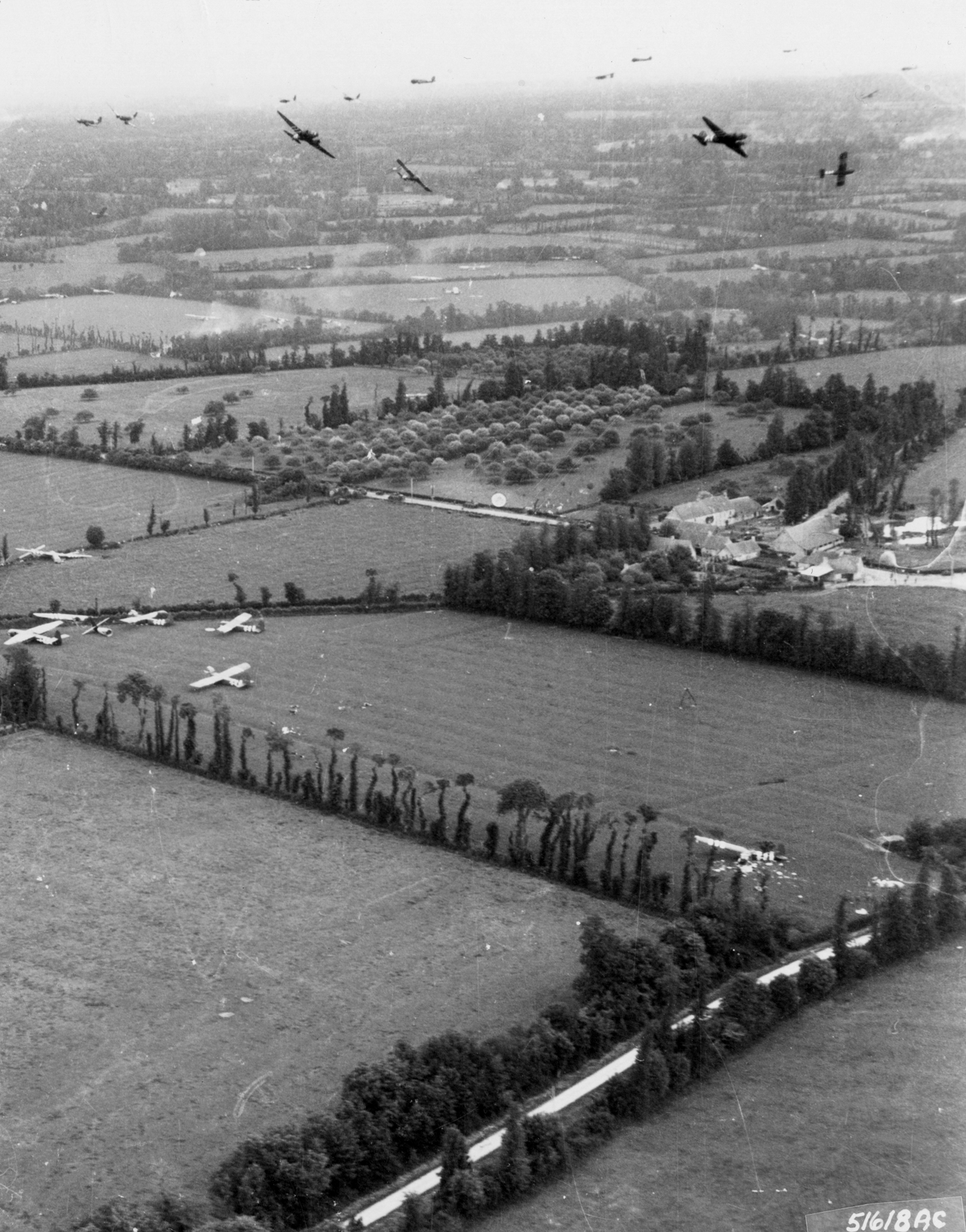
더글러스 DC-3을 통해 코탕탱 반도로 착륙하는 글라이더들 1944년 6월 6일 이루어진 작전이다.

미군 공수부대의 강하는 6월 6일 오전 12시 15분에 패스파인더가 도착하면서 시작되었다. 선도기들은 먹구름으로 인해 주행이 어려웠고, 그 결과 오직 낙하산 부대원들의 투하 지점 중 5분의 1만이 레이다 신호와 알디스 탐조등으로 표시되었다. 미국 82공수사단과 101공수사단의 공수대원들은 13,000명 이상이었으며, 이들은 IX 군단 수송 사령부의 더글러스 C-47 스카이트레인을 타고 노르망디로 갔다. 침공 함대 위로 나는 것을 피하기 위해, 비행기들은 코탕탱 반도 서쪽으로부터 착륙해 유타 해변 쪽으로 빠져 나가야 했다.
101공수사단의 낙하산 대원들은 오전 1시 30분부터 강하를 시작했으며, 유타 해변의 출구를 통제하고 도브 강의 철교 및 가교를 파괴하는 임무를 맡았다. C-47들이 짙은 먹구름으로 인해 조밀한 대형을 유지하지 못한 채 날자 많은 낙하산 대원들이 그들의 목표 강하 지점으로부터 멀리 떨어진 곳에 착륙했다. 많은 전투기들은 너무 낮게 날아 기관총과 대공포의 사격 하에 놓였다. 몇몇 대원들은 낙하산을 펼칠 시간이 없었기 때문에 그 영향으로 죽었고, 다른 몇몇은 늪지에 빠져 익사했다. 라디오 통신기의 부족과 산울타리, 돌벽, 수풀로 이루어진 보카주로 인해 전투 병력들이 뭉쳐서 싸우는 것은 어려웠다. 몇몇 병력은 해변에서 제4보병사단이 출구를 이미 확보해 놓은 때인 오후까지도 그들의 목표에 도달하지 못했다.
82공수사단의 병력은 오전 2시 30분부터 도착하기 시작했고, 그들의 목표는 메데르 강 위의 다리 2개를 점령하고 도브 강의 다리 2개를 폭파시키는 것이었다. 강의 동쪽에서 75%의 낙하산 대원들이 그들의 착륙 지점이나 그 근처에 강하했고, 2시간 이내에 그들은 생메르에글리즈의 주요 교차로를 확보했다. 생메르에글리즈는 침공 당시 처음으로 해방된 마을이었다. 이후 이들은 서쪽 측면을 보호하기 위해 움직였다. 패스파인더가 착륙 지점을 정확하게 표시하지 못함으로써, 메르데르 강 서쪽에 투하된 2개 여단은 매우 분산되어 있었고, 전 병력의 4%만이 목표 지점에 착륙했다. 대다수가 근처의 늪지에 착륙하여 수많은 병사들이 목숨을 잃었다. 낙하산 대원들은 작은 그룹으로 뭉쳤고, 이 그룹은 대개 다른 부대로부터 온 다양한 계급을 지닌 병사 조합이었다. 그들은 근처 목표에 집중하고자 노력했다. 그들은 라피에르의 메르데르 강 다리를 점령했으나 고수하는 데는 실패했고, 도하를 위해 며칠 간 싸움을 지속했다.
새벽 4시에 글라이더로 추가 강화 병력이 미시간 임무와 디트로이트 임무를 통해 도착했고, 9시에는 키오쿠크 임무와 엘미라 임무로써 추가 병력과 중화기가 도착했다. 많은 공수부대원들이 그랬던 것처럼, 이번 공수의 대부분도 그들의 목표 지점에서 멀리 떨어진 곳에서 이루어졌다. 목표 지점에 착륙한 병력도 어려움을 겪었는데, 윌리스 MB와 같은 무거운 화물은 착륙 동안 흔들리기도 했고, 나무 보호대를 박살냈으며, 탑승한 병사들을 압사시키기도했다. 24시간 후, 오직 101공수사단 2,500명과 82공수사단 2,000명만이 그들의 사단의 통제 하에 있었는데, 이는 공수 병력의 3분의 1 정도였다. 이 넓은 분산은 독일군에게 혼란을 주고, 그들의 대응을 늦추는 효과를 주기도 했다. 제7사단은 오전 1시 20분에 낙하산 공수에 대한 정보를 받았으나 룬트슈테트는 처음에 그것이 실제 침공이라고 믿지 않았다. 노르망디 해안을 따라 난 라디오 시설을 침공 1주일 전에 파괴한 것도 독일군이 오후 2시까지 침공 부대가 접근해오는 것을 감지하지 못하게 했다.

#### 영국 및 캐나다 공수 부대의 강하

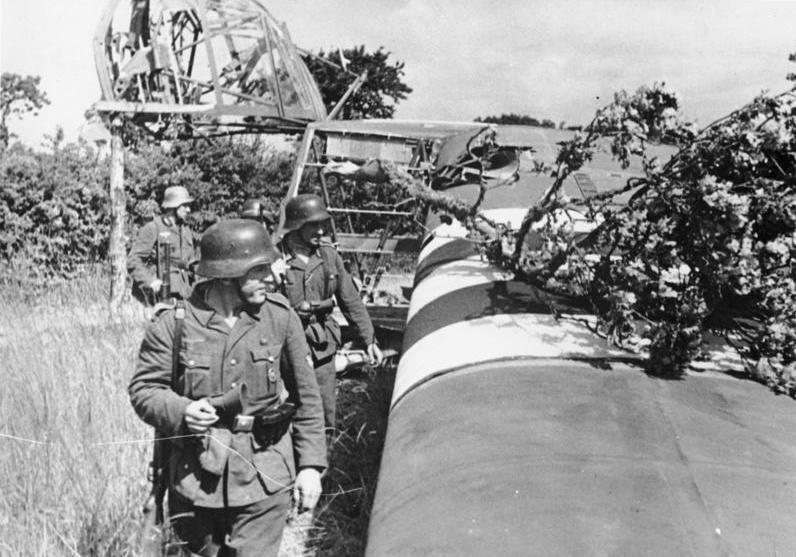
독일군에 의해 시험 중인 버려진 와코 CG-4.

D-Day의 첫 연합군의 임무는 데드스틱 작전으로, 00:16에 캉 운하의 페가수스 다리와 이곳으로부터 동쪽으로 800m 떨어진 호르사 다리에 대한 글라이더 공격이었다. 두 다리 모두 영국 제5공수여단과 제7경보병공수부대의 부대원들로 인해 적은 손실을 입은채 온전한 상태로 점령되었다. 디브 강의 5개의 다리는 제3공수여단에 의해 파괴되었는데, 이들 역시 큰 어려움을 겪지는 않았다. 한편, 랑빌 북쪽의 착륙 지점을 정리해주기 위해 00:50까지 도착하기로 예정된 탐조등과 레이다 탐지 장착 패스파인더들이 일부 파괴되었고, 이에 따라 항법 장치를 지나치게 동쪽으로 설정해놓았다. 많은 공수대원들도지나치게 동쪽으로 착륙하여 목표 지점으로부터 너무 멀리 떨어지게 되었으며, 다시 이들이 규합하는데는 한나절 또는 하루가 걸렸다. 육군 중령 리처드 게일은 오전 3시 30분에 3번째 글라이더 침공 때 도착했으며, 대전차화기와 지프와 같은 장비와 더 많은 병력을 이끌고 왔다. 그 이유는 이러한 보충을 통해 착륙 지점 근처에서의 즉각적인 반격에 연합군이 반격하는 것을 돕기 위해서였다. 2시에 독일군 제716보병사단의 사령관이 호이팅거에게 그의 제21기갑사단은 반격할 위치로 이동시키라고 명령했가. 그러나 그의 사단은 기갑예비사단의 일부였기 때문에 호이팅거는 그의 부대를 편성하기 전 OKW로부터 확실한 지시를 받아야 했다. 호이팅거는 9시까지 어떠한 명령도 받지 못했지만 그는 오른 강 동쪽에서 영국군 병력과 싸울 전차를 포함한 전투군단을 편성했다.
한편, 제9공수사단예하 3여단 9대대의 600명 중 150여명만이 메르빌에 도착해 적의 포탑을 제거하는 임무를 수행하였는데, 도착 지점은 위험한 곳이었다. 육군 소령 테렌스 코트웨이는 이 임무를 맡았으며, 그는 소드 해변에 도착한 침공 함대와 병력에게 포탑이 공격을 개시하는 것을 막기 위해 6시까지 포탑을 제거해야 했다. 그는 열악한 상황에도 불구하고 진격을 개시하여 메르빌 포탑 전투에서 연합군은 75명의 사상자를 냈지만 포탑을 제거하는 데는 성공한다. 포탑은 해안 중포였던 150mm 포가 아닌 75mm 포를 보유한 것으로 드러났다. 이러한 행동으로 영국제6공수사단의 침공 당일 목표 중 마지막 목표가 달성되었다. 그들은 소드 해변에 상륙한 제1특수임무여단에 의해 12시에 병력을 강화했으며, 맬러드 작전으로 오후 9시에 글라이더로 공수된 제6강하여단에 의해 추가로 지원을 받았다.

### 유타 해변

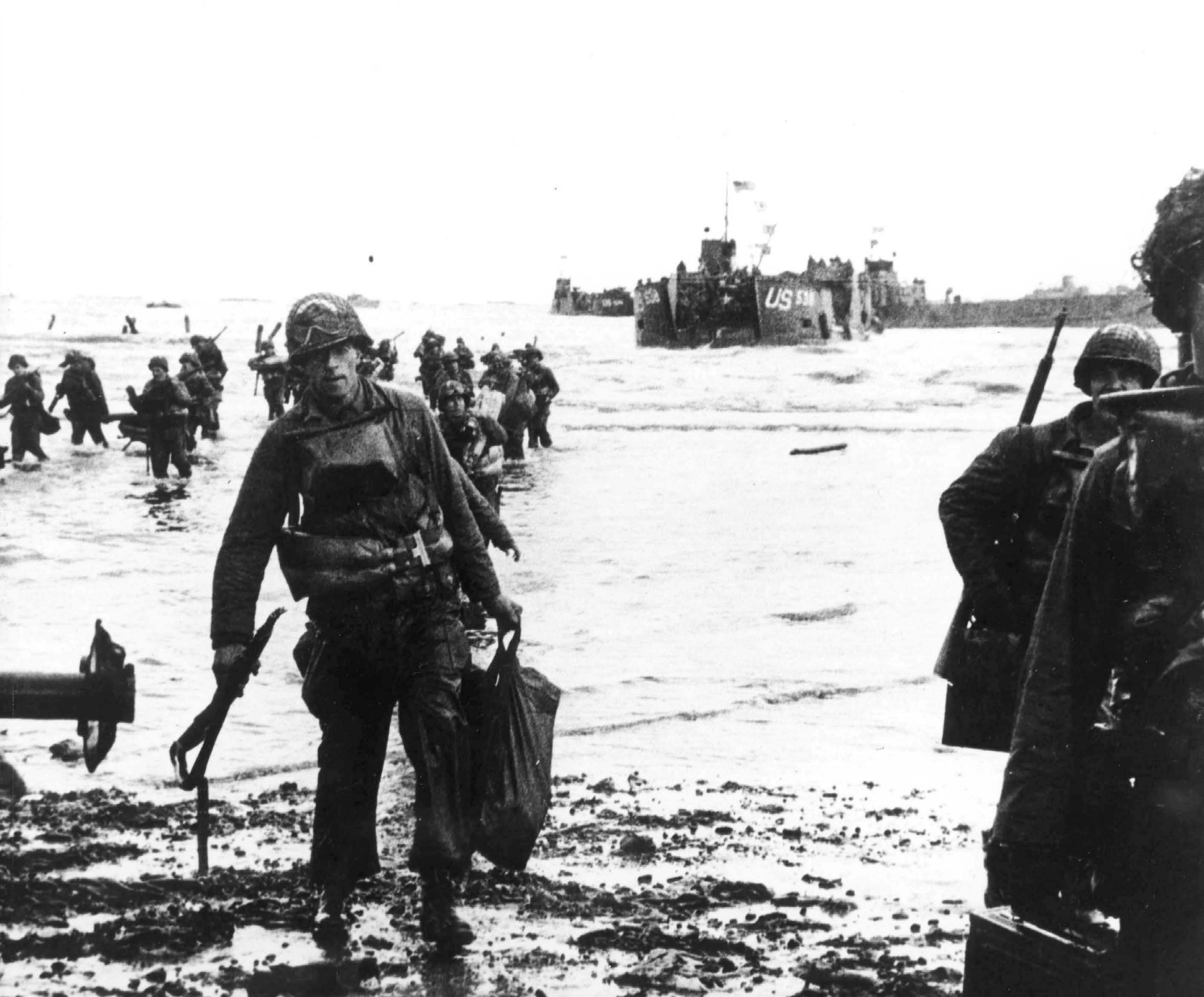
완전 무장을 한 채로 미군 공격 부대가 유타 해변에 상륙 중이다. 상륙 주정이 뒤에 보인다.

유타 해변은 919척탄병 연대의 2개의 군단으로부터 방어되고 있었다. 제4보병사단의 제8보병여단은 6시 30분에 이 해변에 도착해 상륙을 시작했다. 그들의 상륙 주정은 강한 해류에 의해 남쪽으로 이동했고, 그들은 자신들이 예정했던 상륙 지역보다 2000 야드 떨어진 곳에 도착했음을 알게 되었다. 이 상황은 오히려 나아진 것으로 판명되었는데, 그 이유는 미군이 독일군 여단 1개만을 상대하게 되었고, IX 폭격기 사령부의 폭격기가 그들이 예상했던 고도보다 더 낮게 폭탄을 투하함으로써 독일군에 상당한 피해를 입혔기 때문이다. 게다가 강한 해류는 해안가 수중 장애물의 대다수를 파괴시켰다. 제4보병사단의 부사령관은 테오도르 루즈벨트 준장이었다. 그는 해안가의 첫 상급장교였고, 전쟁을 바로 이곳에서 시작한다고 결정내렸다. 그는 뒤에 오는 병사들의 상륙의 항로를 변경하라고 지시했다.
첫 공격은 28대의 DD 전차와 공병 및 폭파 대원들이 해안 장애물을 제거하고 해변 장애물 뒷 구역과 지뢰를 즉시 제거하면서 빠르게 진행되었다. 해안 방벽과의 틈이 병력과 전차들에게 더 빠른 접근을 허락했다. 전투 병력은 9시에 해변을 빠져 나왔고, 1차선 도로로 주행하지 않고 늪지대를 통과하면서 몇몇 병력은 조금씩 흔들림을 보였다. 그들은 대전차포와 권총으로 무장한 919척탄병연대를 그날 동안 제거했다. 그 지역의 주요거점과 남쪽의 다른 지역들은 정오에 사용불능이 되었다. 제4보병사단은 침공 당일 그들이 유타 해변에 설정한 목표를 완벽하게 충족시키지는 못했는데, 그 이유는 그들이 너무 남쪽으로 이동하였기 때문이다. 그러나 그들은 197명의 손실만을 입은 채 해안가에 21,000명이나 되는 병력을 배치시켰다.

### 포앵트뒤오크
유타 해변과 오마하 해변 사이에 튀어나온 곶인 포앵트뒤오크는 제2레인저대대 소속 200명의 병사가 맡게 되었다. 이들은 제임스 러더 육군 중령의 지휘 하에 있었다. 이 작전은 30 미터 (98 ft) 정도의 절벽을 갈고리, 밧줄, 사다리 등으로 올라간 후, 꼭대기에 위치한 해안 포탑을 제거하는 것이었다. 위쪽에서 공격이 가해지자, 병사들은 절벽을 올랐는데 포탑에서 이미 독일군이 철수했다는 것만 알 수 있었다. 레인저 대원들은 사용가능하지만 보호되지 않은 무기들을 남쪽으로 550 미터 (600 yd) 떨어진 과수원으로 옮긴 후 폭발로 그것들을 못 쓰게 만들었다. 독일군의 공격으로 이 곶의 미군은 고립되었으며, 몇몇은 포로가 되기도 했다. 6월 7일 새벽에 러더는 90명 정도의 병사들만이 싸울 수 있음을 알았다. 6월 8일까지 안심하기에는 일렀는데, 그것은 제743기갑대대와 다른 독일군 부대원들이 왔기 때문이다. 그 때 러더의 병사들은 무기가 다 떨어졌기 때문에 포획한 독일군 무기를 이용했다. 몇몇 병사들이 독일제 무기가 독특한 소리를 만들었기 때문에 적으로 오인받고 사망하기도 했다.

### 오마하 해변

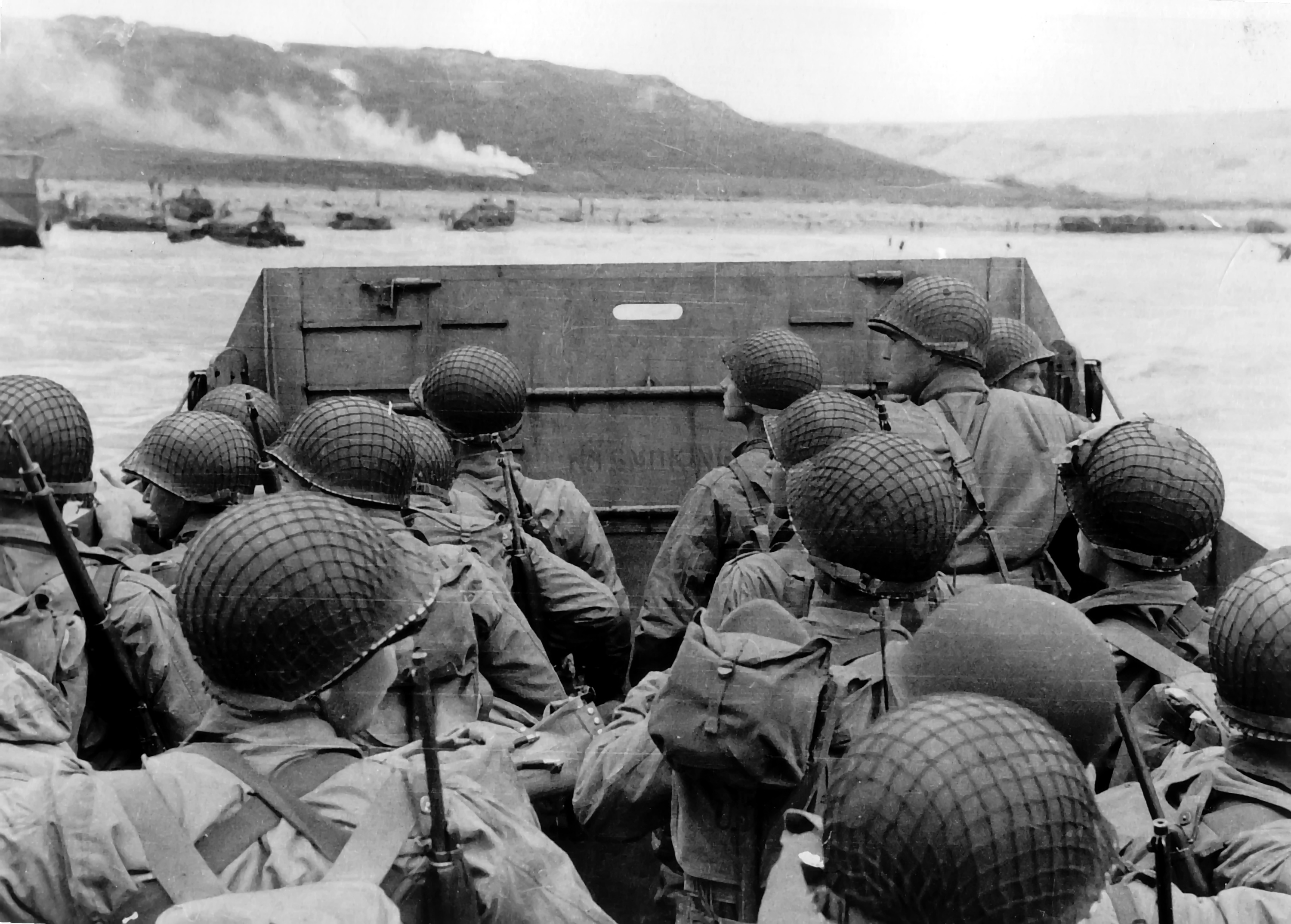
LCVP 상륙정에 탑승한 공격 병력이 오마하 해변으로 접근 중이다.

노르망디 지역에서 가장 잘 방어된 해변이었던 오마하 해변은 제1보병사단과 제29보병사단이 배정받은 지역이었다. 그들은 예상했던 단일 여단이 제352보병사단을 만났다. 강한 해류가 많은 상륙 주정을 그들이 예상했던 동쪽 지점으로 몰고 가거나 그들이 지체되게 만들었다. 상륙 주정을 격파할 것에 대한 공포로 미국 폭격기들은 그들의 폭탄 투하를 미루었고, 이에 따라 오마하 해변의 대다수의 장애물은 피해를 입지 않은 채로 남겨지게 되었다. 대부분의 상륙 주정은 해변 언저리에 도착했고, 병력의 대다수는 50에서 100야드의 거리를 그들의 목까지 차오르는 물 속에서 적의 공격 하에 달려야 했다. 이러한 거친 바다에도 불구하고 미군은 714기갑여단의 전차를 해안가에서 5000야드 떨어진 곳에 배치했는데, 32대 중 27대가 가라앉고, 33명의 전차병들이 목숨을 잃었다. 몇몇 전차들은 해변가에서 불능이 되어 사격 엄호 역할을 제공하였다. 이것은 조수가 높아져 그들이 쓸려나가거나 그들의 소지 화기가 다 떨어졌을 때까지 지속되었다.
손실은 2천 명 정도 되었고, 대부분의 병사들이 절벽 위에서의 공격으로 인해 사망했다. 해변의 장애물을 정리하는 문제는 해변 전문가들이 차량의 해변 상륙을 8시 30분까지 정지시키는 것을 초래했다. 공병 집단이 이 때 도착해 화력을 제공함으로써, 상륙은 시작되었다. 해변으로부터의 출구는 5개의 잘 방어된 도랑을 거쳐야지만 확보될 수 있었으며, 늦은 아침에 고지에 약 600명의 독일군이 더 도착하였다. 정오가 되자 포격이 시작되었으며, 독일군의 개인 화기도 바닥나기 시작했기 때문에 미군은 해변의 몇몇 구역을 정리할 수 있었다. 그들은 차량을 이동시키기 위해 적이 방어하는 도랑도 정리하기 시작했다. 희박했던 연합군의 해안 거점은 그 다음날에도 확장되었고, 침공 당일의 오마하 해변의 목표는 침공 3일 후에야 이뤄질 수 있었다.

### 골드 해변

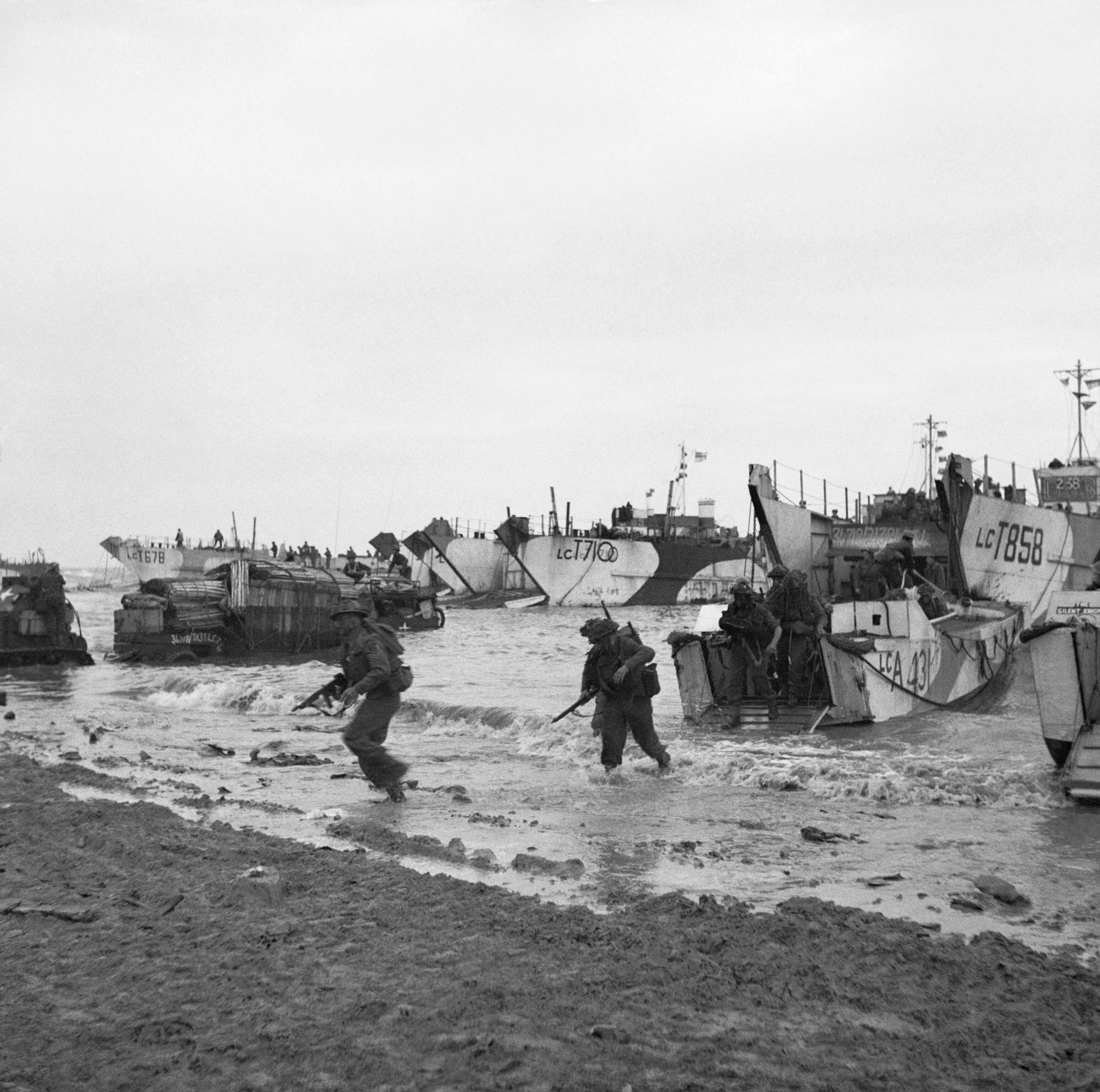
영국군 병력이 골드 해변의 지그 그린 구역으로 접근 중이다.

골드 해변에서는 강한 바람이 상륙 주정의 상황을 어렵게 만들었고, 야심찬 DD 전차도 원래 계획과는 달리 해안가에 직접 또는 해안가 가까이에서 발진했다. 롱귀스쉬르메르 포탑의 주요 거점에 배치된 4개 중 3개의 포탑이 HMS 아젝스, 아르고넛의 직접적인 포격으로 인해 6시 20분부터 사용이 불가능해졌다. 4번째 포탑은 오후부터 간헐적으로 포격을 개시했고, 그곳의 주둔군은 6월 7일 항복했다. 공중 공격은 르 하멜의 주요 거점을 타격하는 것에 실패했는데, 그 지역은 해안가를 따라 병렬적인 포격을 제공할 수 있기 위해 동쪽으로 향한 총안을 가지고 있었고, 해변을 향한 부분을 따라 두꺼운 콘크리트 벽이 설치되어 있었다. 75 mm 포는 오후 4시까지 지속적으로 연합군에게 피해를 입혔으며, AVRE 전차가 폭발용 포탄을 정면의 입구로 발사한 때가 오후 4시였다. 88mm포를 보유한 라 리비에르의 요새화된 두번째 포탑은 전차에 의해 7시 30분에 무력화되었다.
한편, 보병은 해안가를 따라 제대로 요새화된 집들을 정리하기 시작하고, 내륙 깊이 있는 목표들을 향해 전진했다. 47해병대코만도가 포트앵베셍에 있는 작은 항구를 향해 전진했으며, 다음 날 포트앵베셍 전투에서 그곳을 점령했다. D-Day에 몽트 플러리 고지에서 두 곳의 사격 진지를 공격한 행동으로 스탠리 홀리스 중대 선임 하사관은 빅토리아 십자훈장을 받았다.. 서쪽 측면에서 제1대대의 햄프셔여단은 아로망슈(훗날 멜버리 항구 B가 되는 곳)를 점령하고 유노 해변의 캐나다군과 동쪽 측면에서 만났다. 바이외는 352보병사단으로부터의 끈질긴 저항으로 첫날 점령하지 못했다. 골드 해변에서 연합군의 손실은 1,000명 정도로 추정된다.

### 주노 해변

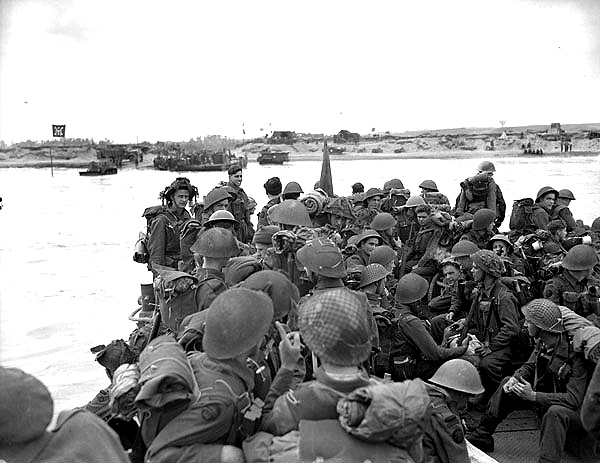
1944년 6월 6일, 주노 해변에서 왕립캐나다해군 해변 코만도 'W'가 마이크 비치에 상륙 중이다.

주노 해변으로의 상륙은 파도가 높이 이는 바다로 인해 지연되었고, 그들의 지원 장비 이전에 병사들이 도착하여 상륙 중 많은 손실이 발생했다. 대부분의 연안 폭격이 독일군의 방어로 인해 실패했다. 몇몇 해변 출구가 아무 어려움 없이 확보되었다. 서쪽 측면의 마이크 해변에서 거대한 구덩이가 파괴된 AVRE 전차와 방어용 막대기들의 묶음을 사용하여 채워졌고, 그 이후 임시 다리로 덮여졌다. 그 전차들은 왕립 공병의 요원들에 의해 제거되고 복구되는 1972년까지 그 자리에 남아 있었다. 해변과 근처 도로들은 대부분의 날 동안 교통 정체를 빚었고, 이는 연합군이 내륙으로 진격하는데 어려움을 겪게 했다.
75mm 포와 기관총 소굴, 콘크리트 요새, 꼬인 철책선, 그리고 지뢰가 갖춰진 주요 독일 거점들은 코르쉘쉬르메르, 생오빈쉬르메르에 위치했다. 마을들은 시가전을 통해 정리되어야 한다. 베니쉬르메르로 향한 길에서 병사들은 3 마일 (5 km) 정도 내륙으로 진격했고, 진전이 이루어지기 전에 측면에서 공격해야 할 기관총 배치가 잘 이루어져 있다는 것을 발견했다. 제9캐나다보병여단의 병사들이 늦은 오후에 캉-카르피케 공항이 시야 내에 들어오는 곳까지 진격했으나, 이 때 그들의 지원 물자가 화력이 부족해 캐나다군은 밤까지 진격을 할 수 없었다. 공항은 카르피케 지역이 격렬한 전장이 되면서 1달이 넘도록 점령되지 못했다. 해질녘에, 인접한 주노 해변과 골드 해변이 12 마일 (19 km) 폭과 7 마일 (10 km) 깊이로 엄호되었다. 주노 해변의 손실은 961명이었다.

### 소드 해변

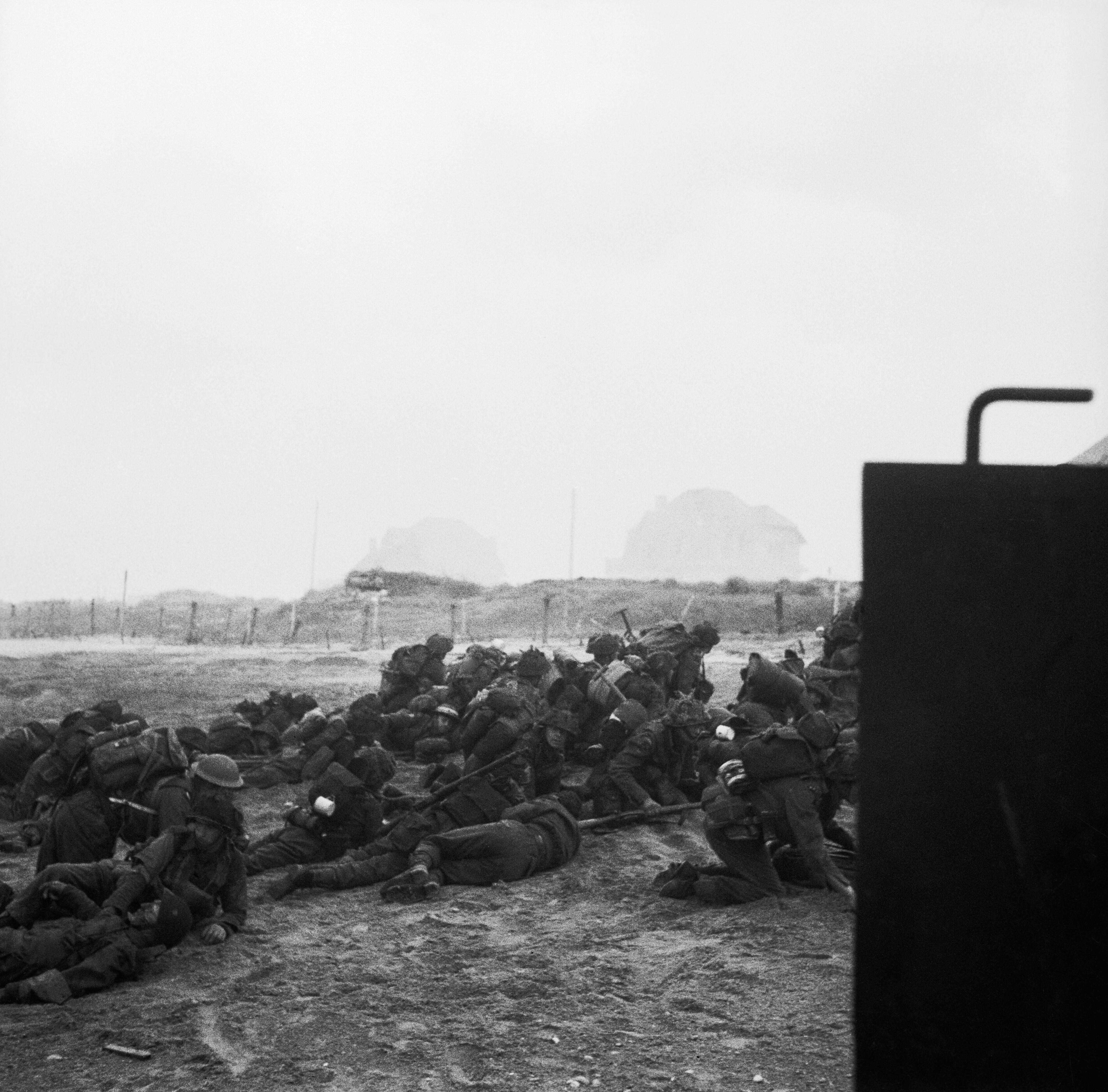
소드 비치에 상륙한 이후 엄호 중인 영국군.

소드 해변에서는 25대 중 21대의 DD 전차가 7시 30분부터 상륙을 개시한 보병들을 위해 지원 사격을 제시하기 위해 해안가에 무사히 상륙했다. 해안가는 지뢰밭이었으며 다른 장애물도 뿌려져 있어서 해안 정리 팀의 일을 위험하고 어렵게 만들었다. 바람이 부는 상황에서, 조수는 예상했던 것보다 더 빨리 와 장갑차를 조종하는 것이 어려워졌다. 해안가는 순식간에 혼잡해졌다. 시몬 프레이저 준장과 그의 제1특수임무여단은 두번째 상륙 때 도착했고, 백파이프 연주자인 빌 밀런 일병도 그 때 왔다. 제4코만도의 대원들은 해안가의 독일군 포탑의 뒤를 공격하기 위해 위스트레헴을 통과하며 이동했다. 집중적인 관찰과 이 거점의 통제탑은 피해야만 했고, 며칠이 지난 후에도 점령되지 않았다. 필리프 키에페르 사령관(노르망디에 도착한 첫 프랑스 병사) 휘하의 프랑스 병력은 DD 전차 1대의 지원 하에, 리바벨라의 카지노에 있는 매우 훌륭하게 요새화된 주요 거점을 공격하고 정리하였다.
콜빌쉬르메르 근처의 모리스 거점은 1시간의 싸움 끝에 점령되었다. 736보병여단의 힐만 거점은 아침의 폭격에도 아무런 피해를 입지 않을 정도로 복합적인 방어 거점이었다. 이 지역은 오후 8시 15분이 될 때까지 점령되지 않았다. 제2대대의 왕립슈로셔경보병사단은 걸어서 캉으로 진격하여 마을 근처 몇 킬로미터까지 진격했으나 장비 지원의 부족으로 철수해야 했다. 오후 4시에, 제21기갑사단이 소드와 주노 해변 사이에 반격을 가해 해협에 도달하는데 거의 성공했다. 그 사단은 영국 제3사단으로부터 강력한 저항을 받았고, 캉과 바이외 사이의 지역에 도움을 요청받았다. 소드 해변의 연합군 손실의 추정치는 약 1,000명이다.

## 분석

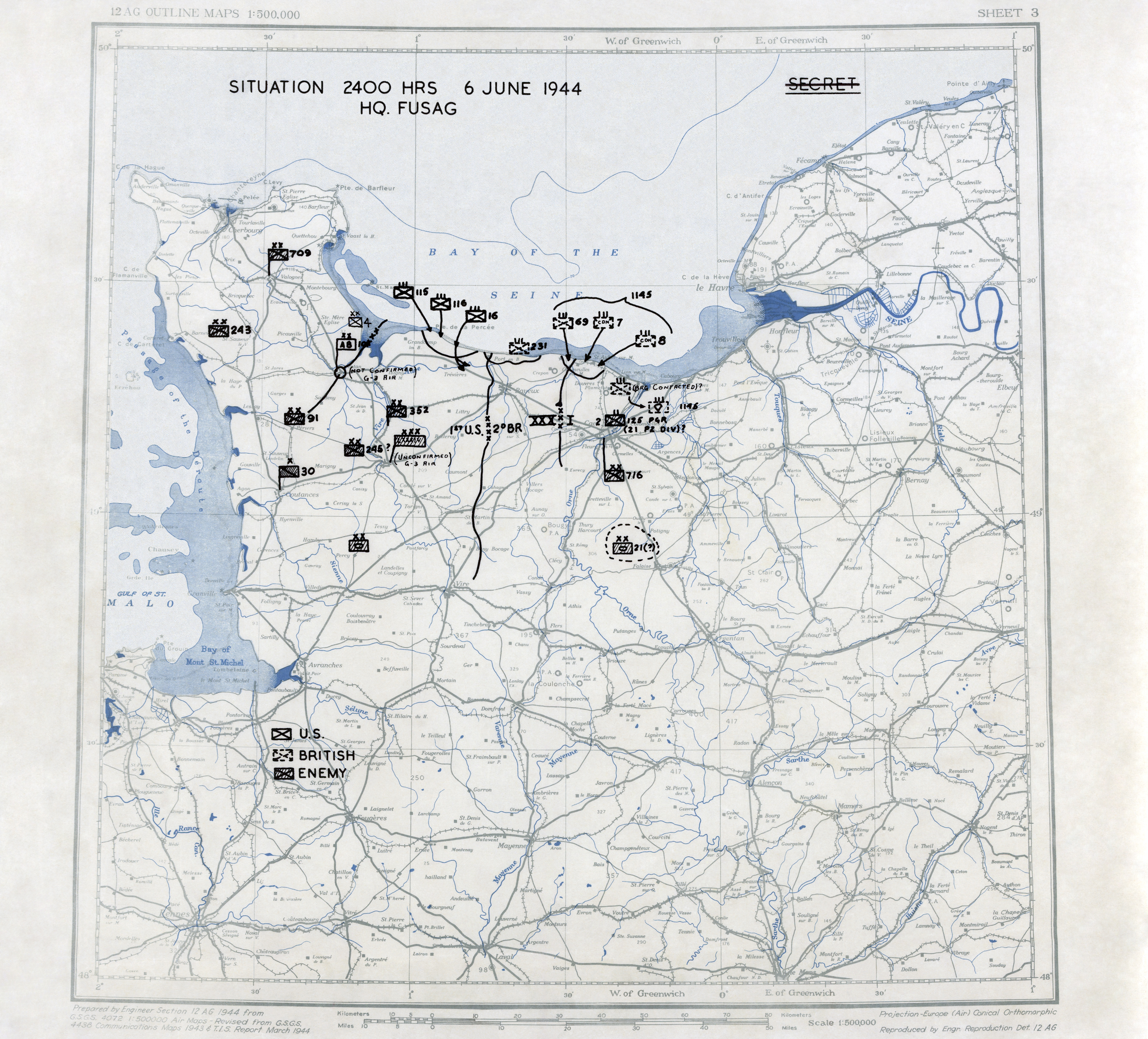
1944년 6월 6일 자정 당시 노르망디 상황

노르망디 상륙은 역사상 가장 큰 해안 침공으로, 5,000 척의 상륙 및 공격 주정, 289대의 지원함, 그리고 277대의 지뢰 제거함이 참여했다. 약 16만명의 병력이 영국 해협을 D-Day에 건넜고, 6월 말에는 875,000명이 상륙했다. 첫날 연합군 손실은 10,000명으로 추산되었고 4,414명이 사망한 것으로 확인되었다. 독일군은 1,000명이 죽었다. 연합군 침공 목표 당시 카랑탕, 생로, 캉, 바이외가 첫날 점령되고 유타 해변을 비롯한 모든 상륙 지점은 해변으로부터 10에서 16km까지 진격하고 연결되어야 했지만, 이 목표 중 어떤 것도 달성되지 않았다. 5개의 거점은 6월 12일까지 연결되지 못했으며, 연합군은 해안으로부터 97km 길이의 전선을 유지했고, 내륙으로는 24km 안으로 들어갔다. 주요 목표였던 캉은 침공이 끝날 때까지도 독일군의 점령 하에 있었으며, 7월 21일까지 완벽하게 점령되지 않았다. 독일군은 전쟁의 결과로 자신들의 운명을 안 좋게 본 프랑스 시민들에게 노르망디의 잠재적인 전투 지역에서 떠나라고 명령했다. 침공과 그 다음날까지, 시민 사상자는 3,000명으로 추산된다.
노르망디의 승리는 여러 요인으로부터 기인한다. 대서양 방벽을 나란히 한 독일군의 준비는 부분적으로 완료되었다. 연합군의 침공이 있기 아주 전, 롬멜은 건설이 몇몇 지역에서는 18%만 완료되었는데 자원이 전용되었기 때문이었다. 포티튜드 작전으로 수행된 기만전도 성공적이었고, 독일군이 기나긴 해안선을 따라 방어하게 하는 데 기여했다. 연합군은 항공 우위권을 확보하고 유지하였는데, 이것은 독일군이 영국에서 진행중인 작전 준비의 관찰을 불가능하게 했고, 폭격기 공격을 통해 간섭할 수 없음을 의미했다. 프랑스의 수송 시설은 연합군 폭격기와 프랑스 레지스탕스들에 의해 심각하게 파괴되었고, 독일군이 강화 및 지원 물자를 제공하는 것을 어렵게 만들었다. 몇몇 첫 폭격은 영향을 충분히 주지 못할 정도로 목표에서 벗어나거나 집중적이지 못했지만 , 특수 무기는 오마하 해변을 제외하고 잘 운용되었으며, 해안에 병력들이 상륙할 때 포격 지원을 제공해주었다. 막연하고 지나치게 복잡한 독일군 최고 사령부의 부분적인 구조도 연합군의 성공에 기여한 요인이 되었다.

## 기념관들과 관광객

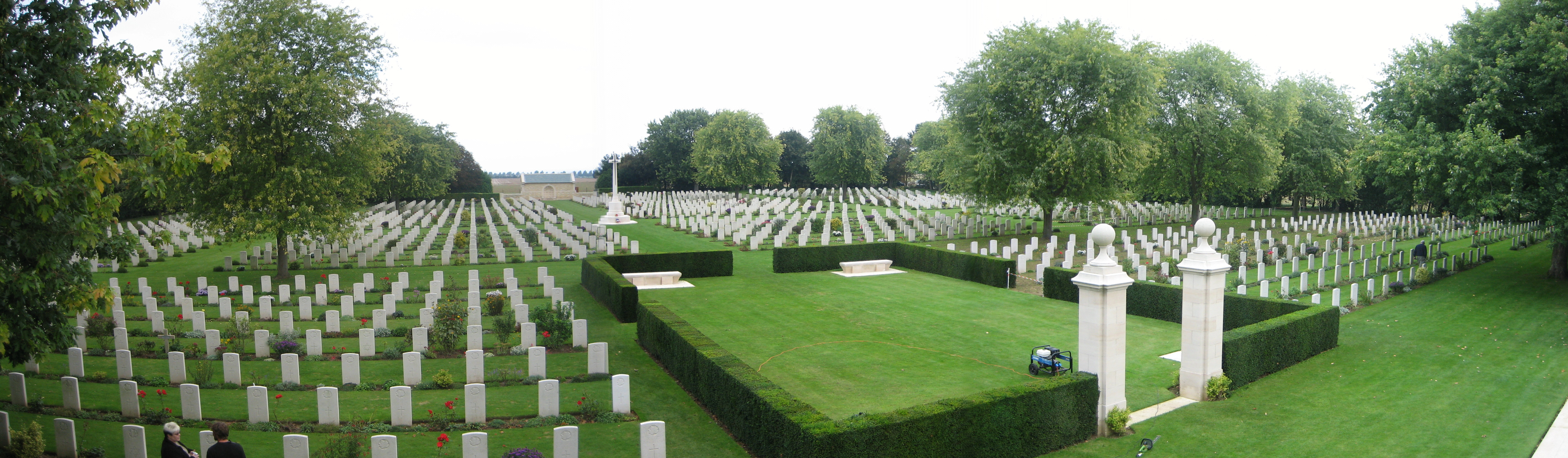
비니쉬르메르 캐나다 전적비

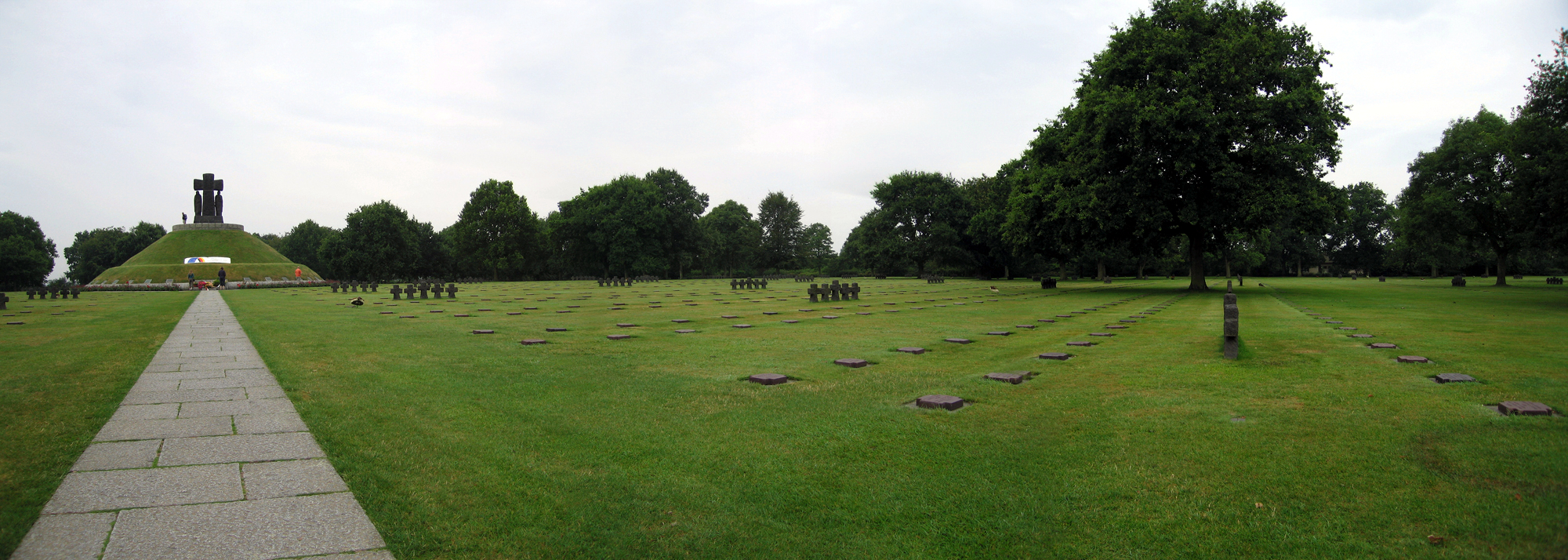
바이외 인근의 라켐베 독일 전적비

오마하 해변에는 여전히 맬버리 항구가 보이며 약간의 해안 장애물이 남아있다. 미국 국가 보안대원을 위한 전적비가 옛 독일 주요 거점의 위치에 자리잡고 있다. 포앵트뒤오크는 1944년부터 조금씩 변화하고 있지만 여전히 폭탄 구덩이와 콘크리트 벙커들이 그 자리에 남아 있다. 노르망디 미국 전적비와 기념관이 근처의 콜빌쉬르메르에 있다. 유타 상륙에 관한 박물관은 생마리에드몽트에 위치해 있으며 생메르에글리즈에는 미국 항공대원들의 활동을 기념하는 박물관이 있다. 독일 군사 전적비 2개 또한 그 근처에 위치하고 있다. 영국 제6공수사단의 목표였던 페가수스 다리는 노르망디 상륙 초기 임무 중 하나인 장소다. 이 다리는 1994년 모양새가 그 때와 비슷한 것으로 대체되었고, 원본은 근처 박물관 복합지역의 땅에 안치되어 있다. 맬버리 항구 B의 구역은 아로망슈 부근의 바다에 여전히 남아 있으며, 잘 보존된 롱구에스쉬르메르 포탑이 근처에 있다. 유노 해변 기념관이 2003년 문을 열었는데, 이곳은 캐나다 연방 및 지방 정부와 프랑스-캐나다 전투대원들에 의해 기금이 모집되었다.

## 같이 보기
- 오버로드 작전
- 포티튜드 작전
- 연합군 해외원정군 최고사령부
- 노르망디 상륙 작전
- 드와이트 D. 아이젠하워
- 제82공수사단 (미국)
- 폴란드 서부군
- 루프트바페
- 레지스탕스
- 프랑스 국내군
- 캉
- 테헤란 회담

### 내용주
1. ↑   공식적인 영국사는 156,115명 정도가 노르망디 상륙 때 참전했다고 본다. 이는 57,500명의 미 해군과 75,215명의 영국-캐나다 해군, 15,500명의 미국 공군과 7,900명의 영국 공군으로 구성된 수치이다.[29]
2. ↑   본디 연합군 손실에 대한 추정치는 10,000명 이상이며, 이 중 2,500명이 죽은 것으로 판명된다. 국립디데이기념관에 의해 진행중인 조사에서 4,414명이 사망한 것으로 확인되었는데, 이 중 2,499명이 미군이었고 1,915명이 다른 연합국의 군인들이었다.

### 참조주
1. ↑  Ford & Zaloga 2009, 342쪽.
2. 1 2 3 4 5  Ford & Zaloga 2009, 25쪽.
3. 1 2 3  Beevor 2009, 76쪽.
4. 1 2 3  Williams 1988, x쪽.
5. ↑  Beevor 2009, 492쪽.
6. ↑  Wenande 2014.
7. 1 2 3 4  Beevor 2009, 82쪽.
8. ↑  US Navy website.
9. ↑  Ford & Zaloga 2009, 7쪽.
10. ↑  Ford & Zaloga 2009, 60, 63, 118–120쪽.
11. 1 2 3 4 5 6 7  Portsmouth Museum Services.
12. ↑  Churchill 1949, 115쪽.
13. ↑  Ford & Zaloga 2009, 8–9쪽.
14. ↑  Folliard 1942.
15. ↑  Ford & Zaloga 2009, 10쪽.
16. ↑  Ford & Zaloga 2009, 10–11쪽.
17. ↑  Wilmot 1997, 177–178, chart p. 180쪽.
18. ↑  Churchill 1951, 404쪽.
19. ↑  Ford & Zaloga 2009, 13–14쪽.
20. ↑  Beevor 2009, 33–34쪽.
21. 1 2  Wilmot 1997, 170쪽.
22. ↑  Ambrose 1994, 73–74쪽.
23. 1 2 3  Ford & Zaloga 2009, 14쪽.
24. ↑  Wilmot 1997, 182쪽.
25. ↑  Gilbert 1989, 491쪽.
26. ↑  Whitmarsh 2009, 12–13쪽.
27. 1 2 3 4 5  Whitmarsh 2009, 13쪽.
28. ↑  Weinberg 1995, 684쪽.
29. 1 2  Ellis, Allen & Warhurst 2004, 521–533쪽.
30. ↑  Weinberg 1995, 680쪽.
31. ↑  Brown 2007, 465쪽.
32. 1 2  Beevor 2009, 3쪽.
33. ↑  Zuehlke 2004, 71–72쪽.
34. ↑  Whitmarsh 2009, 27쪽.
35. ↑  Beevor 2009, 282쪽.
36. 1 2  Whitmarsh 2009, 34쪽.
37. ↑  Bickers 1994, 19–21쪽.
38. 1 2 3 4 5  Whitmarsh 2009, 31쪽.
39. 1 2  Whitmarsh 2009, 33쪽.
40. ↑  Beevor 2009, 21쪽.
41. ↑  Wilmot 1997, 224–226쪽.
42. ↑  Wilmot 1997, 224쪽.
43. ↑  Ford & Zaloga 2009, 131쪽.
44. ↑  Beevor 2009, 42쪽.
45. ↑  Wilmot 1997, 144쪽.
46. ↑  Goldstein, Dillon & Wenger 1994, 16–19쪽.
47. ↑  Ford & Zaloga 2009, 37쪽.
48. ↑  Ford & Zaloga 2009, 118쪽.
49. 1 2 3  Ford & Zaloga 2009, 122쪽.
50. ↑  Ford & Zaloga 2009, 60, 63쪽.
51. 1 2 3 4 5  Ford & Zaloga 2009, 63쪽.
52. 1 2 3 4 5 6 7 8  Ford & Zaloga 2009, 275쪽.
53. ↑  Ford & Zaloga 2009, 60쪽.
54. 1 2  Ford & Zaloga 2009, 206쪽.
55. ↑  Whitmarsh 2009, 73쪽.
56. ↑  Churchill 1951, 642쪽.
57. ↑  Buckingham 2004, 88쪽.
58. ↑  Churchill 1951, 592–593쪽.
59. 1 2  Beevor 2009, 표지 내 지도.
60. ↑  Ellis, Allen & Warhurst 2004, 78, 81쪽.
61. ↑  Weinberg 1995, 698쪽.
62. 1 2  Churchill 1951, 594쪽.
63. 1 2 3  Goldstein, Dillon & Wenger 1994, 6쪽.
64. 1 2 3  Whitmarsh 2009, Map, p. 12.
65. ↑  Evans 2008, 623쪽.
66. 1 2 3  Ford & Zaloga 2009, 30쪽.
67. ↑  Beevor 2009, 33쪽.
68. ↑  Goldstein, Dillon & Wenger 1994, 12쪽.
69. ↑  Whitmarsh 2009, 12쪽.
70. 1 2  Ford & Zaloga 2009, 54–56쪽.
71. ↑  Murray 1983, 263쪽.
72. ↑  Murray 1983, 280쪽.
73. ↑  Hooton 1999, 283쪽.
74. ↑  Ford & Zaloga 2009, 31쪽.
75. ↑  Whitmarsh 2009, 15쪽.
76. ↑  Wilmot 1997, 192쪽.
77. ↑  National Park Service.
78. 1 2 3 4 5  Ford & Zaloga 2009, 125쪽.
79. ↑  Whitmarsh 2009, 53쪽.
80. 1 2  Ford & Zaloga 2009, 66쪽.
81. ↑  Stanley 2004.
82. 1 2  Holland 2014.
83. 1 2  Ford & Zaloga 2009, 271쪽.
84. 1 2  Ford & Zaloga 2009, 270쪽.
85. 1 2 3  Ford & Zaloga 2009, 200쪽.
86. ↑  Ford & Zaloga 2009, 201쪽.
87. ↑  Douthit 1988, 23쪽.
88. ↑  Escott 2010, 138쪽.
89. ↑  Beevor 2009, 43쪽.
90. ↑  Wilmot 1997, 229쪽.
91. ↑  Special Operations Research Office 1965, 51–52쪽.
92. ↑  Yung 2006, 133쪽.
93. ↑  Whitmarsh 2009, 30쪽.
94. ↑  Ford & Zaloga 2009, 205쪽.
95. ↑  Ford & Zaloga 2009, 233쪽.
96. ↑  Weigley 1981, 136–137쪽.
97. 1 2  Wilmot 1997, 275쪽.
98. ↑  Wilmot 1997, 255쪽.
99. ↑  Goldstein, Dillon & Wenger 1994, 82쪽.
100. ↑  Beevor 2009, 81, 117쪽.
101. ↑  Ford & Zaloga 2009, 69쪽.
102. ↑  Whitmarsh 2009, 51–52, 69쪽.
103. ↑  Goldstein, Dillon & Wenger 1994, 84쪽.
104. 1 2  Ford & Zaloga 2009, 73쪽.
105. ↑  Ford & Zaloga 2009, 114쪽.
106. ↑  Wilmot 1997, 175쪽.
107. ↑  Ford & Zaloga 2009, 125, 128–129쪽.
108. ↑  Wilmot 1997, 234쪽.
109. ↑  Corta 1952, 159쪽.
110. ↑  Corta 1997, 65–78쪽.
111. ↑  Barr 1944.
112. 1 2  Ford & Zaloga 2009, 133쪽.
113. ↑  Ford & Zaloga 2009, 134쪽.
114. ↑  Beevor 2009, 27쪽.
115. 1 2  Wilmot 1997, 243쪽.
116. ↑  Beevor 2009, 61–64쪽.
117. ↑  Ford & Zaloga 2009, 166–167쪽.
118. ↑  Beevor 2009, 116쪽.
119. ↑  Ford & Zaloga 2009, 139쪽.
120. ↑  Beevor 2009, 67쪽.
121. 1 2  Wilmot 1997, 244쪽.
122. ↑  Ford & Zaloga 2009, 145쪽.
123. ↑  Beevor 2009, 69쪽.
124. ↑  Ford & Zaloga 2009, 149–150쪽.
125. ↑  Ford & Zaloga 2009, 151쪽.
126. ↑  Beevor 2009, 71쪽.
127. ↑  Ford & Zaloga 2009, 167쪽.
128. ↑  Wilmot 1997, 246–247쪽.
129. ↑  Beevor 2009, 52–53쪽.
130. ↑  Wilmot 1997, 238–239쪽.
131. ↑  Wilmot 1997, 240쪽.
132. ↑  Beevor 2009, 57쪽.
133. ↑  Wilmot 1997, 239쪽.
134. ↑  Ford & Zaloga 2009, 222쪽.
135. ↑  Ford & Zaloga 2009, 228, 230쪽.
136. ↑  Ford & Zaloga 2009, 230쪽.
137. ↑  Wilmot 1997, 282쪽.
138. ↑  Beevor 2009, 56–57쪽.
139. ↑  Ford & Zaloga 2009, 지도, 216–217쪽.
140. ↑  Ford & Zaloga 2009, 130쪽.
141. ↑  Ford & Zaloga 2009, 131, 160–161쪽.
142. ↑  Whitmarsh 2009, 50–51쪽.
143. 1 2  Ford & Zaloga 2009, 158–159, 164쪽.
144. ↑  Whitmarsh 2009, 51쪽.
145. ↑  Ford & Zaloga 2009, 165쪽.
146. ↑  Ford & Zaloga 2009, 95–104쪽.
147. ↑  Wilmot 1997, 263쪽.
148. ↑  Beevor 2009, 155쪽.
149. ↑  Ford & Zaloga 2009, 64–65, 334쪽.
150. ↑  Ford & Zaloga 2009, 45쪽.
151. ↑  Ford & Zaloga 2009, 76–77쪽.
152. 1 2  Beevor 2009, 91쪽.
153. ↑  Beevor 2009, 90쪽.
154. ↑  Beevor 2009, 99쪽.
155. ↑  Ford & Zaloga 2009, 333–334쪽.
156. ↑  Ford & Zaloga 2009, 90–91쪽.
157. 1 2  Ford & Zaloga 2009, 56, 83쪽.
158. ↑  Ford & Zaloga 2009, 337쪽.
159. ↑  Ford & Zaloga 2009, 281–282쪽.
160. ↑  Ford & Zaloga 2009, 299쪽.
161. ↑  Ford & Zaloga 2009, 286쪽.
162. ↑  Ford & Zaloga 2009, 298–299쪽.
163. ↑  Wilmot 1997, 272쪽.
164. ↑  Ford & Zaloga 2009, 292쪽.
165. 1 2  Whitmarsh 2009, 70쪽.
166. ↑  Ford & Zaloga 2009, 289–290쪽.
167. ↑  Beevor 2009, 129쪽.
168. ↑  Wilmot 1997, 272–273쪽.
169. ↑  Wilmot 1997, 274–275쪽.
170. ↑  Ford & Zaloga 2009, 312–313쪽.
171. ↑  Ford & Zaloga 2009, 지도, 314–315쪽.
172. ↑  Ford & Zaloga 2009, 317쪽.
173. ↑  Beevor 2009, 133–135쪽.
174. ↑  Beevor 2009, 135쪽.
175. ↑  Wilmot 1997, 276쪽.
176. ↑  Beevor 2009, 131쪽.
177. ↑  Wilmot 1997, 277쪽.
178. ↑  Ford & Zaloga 2009, 239–240쪽.
179. 1 2  Beevor 2009, 143쪽.
180. ↑  Beevor 2009, 138쪽.
181. 1 2  Ford & Zaloga 2009, 244–245쪽.
182. ↑  Ford & Zaloga 2009, 248–249쪽.
183. ↑  Beevor 2009, 143, 148쪽.
184. ↑  Ford & Zaloga 2009, 326–327쪽.
185. ↑  Wilmot 1997, 283쪽.
186. ↑  Beevor 2009, 74쪽.
187. ↑  Whitmarsh 2009, 104쪽.
188. ↑  Whitmarsh 2009, 87쪽.
189. ↑  Ford & Zaloga 2009, 335쪽.
190. ↑  Horn 2010, 13쪽.
191. ↑  Wilmot 1997, 360쪽.
192. ↑  Flint 2009, 102쪽.
193. ↑  Flint 2009, 336쪽.
194. ↑  Wilmot 1997, 290쪽.
195. ↑  Ford & Zaloga 2009, 343쪽.
196. ↑  Wilmot 1997, 289쪽.
197. ↑  Ford & Zaloga 2009, 36쪽.
198. ↑  Wilmot 1997, 291쪽.
199. ↑  Wilmot 1997, 292쪽.
200. ↑  Ford & Zaloga 2009, 346쪽.
201. ↑  Ford & Zaloga 2009, 346–348쪽.
202. ↑  Ford & Zaloga 2009, 352쪽.
203. ↑  Zuehlke 2004, 349–350쪽.

### 참고 문헌
- Ambrose, Stephen (1994) [1993]. 《D-Day June 6, 1944: The Climactic Battle of World War II》 (영어). New York: Simon & Schuster. ISBN 978-0-671-67334-5.
- Beevor, Antony (2009). 《D-Day: The Battle for Normandy》 (영어). New York; Toronto: Viking. ISBN 978-0-670-02119-2.
- Bickers, Richard Townshend (1994). 《Air War Normandy》 (영어). London: Leo Cooper. ISBN 0-85052-412-1.
- Brown, Anthony Cave (2007) [1975]. 《Bodyguard of Lies: The Extraordinary True Story Behind D-Day》 (영어). Guilford, CT: Globe Pequot. ISBN 978-1-59921-383-5.
- Churchill, Winston (1949). 《Their Finest Hour》. The Second World War (영어) II. Boston; Toronto: Houghton Mifflin. OCLC 396145.
- Churchill, Winston (1951) [1948]. 《Closing the Ring》. The Second World War (영어) V. Boston: Houghton Mifflin. OCLC 396150.
- Corta, Henry (1952). 《Les bérets rouges》 (프랑스어). Paris: Amicale des anciens parachutistes SAS. OCLC 8226637.
- Corta, Henry (1997). 《Qui ose gagne》 (프랑스어). Vincennes, France: Service Historique de l'Armée de Terre. ISBN 978-2-86323-103-6.
- “D-Day and the Battle of Normandy: Your Questions Answered” (영어). Portsmouth Museum Services. 2013년 6월 21일에 원본 문서에서 보존된 문서. 2014년 4월 18일에 확인함.
- Douthit, Howard L. III (1988). 《The Use and Effectiveness of Sabotage as a Means of Unconventional Warfare- An Historical Perspective from World War I Through Vietnam》 (PDF) (학위논문) (영어). Wright-Patterson Air Force Base, Ohio: Air Force Institute of Technology. 2020년 1월 8일에 원본 문서 (PDF)에서 보존된 문서. 2014년 4월 8일에 확인함.
- Ellis, L.F.; Allen, G.R.G.; Warhurst, A.E. (2004) [1962].  Butler, J.R.M, 편집. 《Victory in the West, Volume I: The Battle of Normandy》. History of the Second World War United Kingdom Military Series (영어). London: Naval & Military Press. ISBN 1-84574-058-0.
- Escott, Beryl E. (2010). 《The Heroines of SOE: Britain's Secret Women in France》 (영어). Stroud, Gloucestershire: History Press. ISBN 978-0-7524-5661-4.
- Flint, Edward R (2009). 《The development of British civil affairs and its employment in the British Sector of Allied military operations during the Battle of Normandy, June to August 1944》 (학위논문) (영어). Cranfield, Bedford: Cranfield University; Cranfield Defence and Security School, Department of Applied Science, Security and Resilience, Security and Resilience Group. OCLC 757064836. 2015년 2월 3일에 원본 문서에서 보존된 문서. 2015년 6월 11일에 확인함.
- Folliard, Edward T. (1942년 6월 12일). “Molotov's Visit to White House, Postwar Amity Pledge Revealed”. 《Washington Post》 (영어).
- Ford, Ken; Zaloga, Steven J. (2009). 《Overlord: The D-Day Landings》 (영어). Oxford; New York: Osprey. ISBN 978-1-84603-424-4.
- Gilbert, Martin (1989). 《The Second World War: A Complete History》 (영어). New York: H. Holt. ISBN 978-0-8050-1788-5.
- Goldstein, Donald M.; Dillon, Katherine V.; Wenger, J. Michael (1994). 《D-Day: The Story and Photographs》 (영어). McLean, Virginia: Brassey's. ISBN 0-02-881057-0.
- Holland, James (2014년 6월 5일). “D-Day: Exploding the myths of the Normandy landings” (영어). CNN.
- Hooton, Edward (1999) [1997]. 《Eagle in Flames: The Fall of the Luftwaffe》 (영어). London: Arms and Armour. ISBN 1-86019-995-X.
- Horn, Bernd (2010). 《Men of Steel: Canadian Paratroopers in Normandy, 1944》 (영어). Toronto: Dundurn Press. ISBN 978-1-55488-708-8.
- Murray, Williamson (1983). 《Strategy for Defeat: The Luftwaffe, 1933–45》 (영어). Washington: Brassey's. ISBN 1-57488-125-6.
- “Pegasus Bridge: The Bridge of the Longest Day” (영어). Mémorial Pegasus D-Day Commemoration Committee. 2014년 4월 7일에 원본 문서에서 보존된 문서. 2014년 4월 7일에 확인함.
- Special Operations Research Office, Counter-insurgency Information Analysis Center, United States Army (1965). 《A Study of Rear Area Security Measures》 (영어). Washington: American University.
- Staff (2014년 6월 5일). “D-Day: In the words of the BBC journalists” (영어). BBC News. 2014년 6월 10일에 확인함.
- Stanley, Peter (2004년 6월 6일). “Australians and D-Day”. 《Anniversary talks》 (영어). Australian War Memorial. 2014년 4월 26일에 원본 문서에서 보존된 문서. 2014년 4월 26일에 확인함.
- US Department of the Navy, Naval History and Heritage Command. “D-Day, the Normandy Invasion, 6 – 25 June 1944”. 《Frequently asked questions》 (영어). 2010년 11월 24일에 원본 문서에서 보존된 문서. 2014년 4월 29일에 확인함.
- Weigley, Russell F. (1981). 《Eisenhower's Lieutenants: The Campaign of France and Germany 1944–1945》 (영어) I. Bloomington, Indiana: Indiana University Press. ISBN 978-0-253-13333-5.
- Weinberg, Gerhard (1995) [1993]. 《A World At Arms: A Global History of World War II》 (영어). Cambridge: Cambridge University Press. ISBN 978-0-521-55879-2.
- Wenande, Christian (2014년 6월 4일). “Denmark finally recognised as D-Day ally”. 《Copenhagen Post》 (영어). Ejvind Sandal. 2014년 6월 15일에 원본 문서에서 보존된 문서. 2014년 6월 13일에 확인함.
- Whitmarsh, Andrew (2009). 《D-Day in Photographs》 (영어). Stroud: History Press. ISBN 978-0-7524-5095-7.
- Williams, Jeffery (1988). 《The Long Left Flank: The Hard Fought Way to the Reich, 1944–1945》 (영어). Toronto: Stoddart. ISBN 0-7737-2194-0.
- Wilmot, Chester (1997) [1952]. 《The Struggle For Europe》 (영어). Ware, Hertfordshire: Wordsworth Editions. ISBN 1-85326-677-9.
- Yung, Christopher D. (2006). 《Gators of Neptune: Naval Amphibious Planning for the Normandy Invasion》 (영어). Annapolis: Naval Institute Press. ISBN 1-59114-997-5.
- Zuehlke, Mark (2004). 《Juno Beach: Canada's D-Day Victory: June 6, 1944》 (영어). Vancouver: Douglas & McIntyre. ISBN 1-55365-050-6.

## 추가 자료 자료
- Badsey, Stephen (1990). 《Normandy 1944: Allied Landings and Breakout》. Osprey Campaign Series (영어) 1. Botley, Oxford: Osprey. ISBN 978-0-85045-921-0.
- Buckley, John (2006). 《The Normandy Campaign: 1944: Sixty Years On》 (영어). London; New York: Routledge. ISBN 978-1-134-20303-1.
- D'Este, Carlo (1983). 《Decision in Normandy: The Unwritten Story of Montgomery and the Allied Campaign》 (영어). London: William Collins Sons. ISBN 0-00-217056-6.
- Dolski, Michael; Edwards, Sam; Buckley, John, 편집. (2014). 《D-Day in History and Memory: The Normandy Landings in International Remembrance and Commemoration》 (영어). Denton: University of North Texas Press. ISBN 978-1-57441-548-3.
- Holderfield, Randal J.; Varhola, Michael J. (2001). 《The Invasion of Normandy, June 6, 1944》 (영어). Mason City, Iowa: Savas. ISBN 1-882810-45-7.
- Keegan, John (1994). 《Six Armies in Normandy: From D-Day to the Liberation of Paris》 (영어). New York: Penguin Books. ISBN 0-14-023542-6.
- Neillands, Robin (2002). 《The Battle of Normandy, 1944》 (영어). London: Cassell. ISBN 0-304-35837-1.
- Ryan, Cornelius (1959). 《The Longest Day》 (영어). New York: Simon & Schuster. ISBN 0-671-20814-4.
- Stacey, C.P. (1946). 《Canada's Battle in Normandy: The Canadian Army's Share in the Operations, 6 June – 1 September 1944》 (영어). Ottawa: King's Printer. OCLC 39263107.
- Stacey, C.P. (1960). 《Volume III. The Victory Campaign, The Operations in North-West Europe 1944–1945》 (PDF). Official History of the Canadian Army in the Second World War (영어). Ottawa: Department of National Defence. 2020년 12월 21일에 원본 문서 (PDF)에서 보존된 문서. 2015년 6월 11일에 확인함.
- Tute, Warren; Costello, John; Hughes, Terry (1975). 《D-Day》 (영어). London: Pan Books. ISBN 0-330-24418-3.
- Whitlock, Flint (2004). 《The Fighting First: The Untold Story of The Big Red One on D-Day》 (영어). Boulder: Westview Press. ISBN 0-8133-4218-X.
- Zetterling, Niklas (2000). 《Normandy 1944: German Military Organisation, Combat Power and Organizational Effectiveness》 (영어). Winnipeg: J. J. Fedorowicz. ISBN 0-921991-56-8.